# 愛知県の登録有形文化財一覧
愛知県の登録有形文化財一覧（あいちけんのとうろくゆうけいぶんかざいいちらん）は、愛知県にある登録有形文化財（国登録）の一覧。
2023年（令和5年）7月1日時点で愛知県には551件の登録有形文化財がある。愛知登文会（正式名称：愛知県国登録有形文化財建造物所有者の会）などにより保存と活用が図られている。
以下の一覧は、文化庁が発表している「国指定文化財等データベース」による。

## 名古屋市
| 画像             | 名称                                                                      | 年代 | 所在地                           | 登録年月日                  | 登録基準                           |
| ---------------- | ------------------------------------------------------------------------- | --- | -------------------------------- | --------------------------- | ---------------------------------- |
|                  | 徳川美術館本館                                                            | 1935年（昭和10年）築 | 名古屋市東区徳川町1017           | 1997年（平成9年） 6月12日   | 造形の規範となっているもの         |
| （画像左の建物） | 徳川美術館南収蔵庫                                                        | 1935年（昭和10年）築 | 名古屋市東区徳川町1017           | 1997年（平成9年） 6月12日   | 造形の規範となっているもの         |
|                  | 乃木倉庫                                                                  | 明治時代初期築 | 名古屋市中区本丸1                | 1997年（平成9年） 6月12日   | 再現することが容易でないもの       |
|                  | 愛知学院大学楠元学舎第1号館                                               | 1928年（昭和3年）築 | 名古屋市千種区楠元町1-1          | 1998年（平成10年） 1月16日  | 造形の規範となっているもの         |
|                  | 東海学園大講堂                                                            | 1931年（昭和6年）築 | 名古屋市東区筒井1-202-4          | 1998年（平成10年） 9月2日   | 造形の規範となっているもの         |
|                  | 南山学園ライネルス館                                                      | 1932年（昭和7年）築 | 名古屋市昭和区五軒家町6-1        | 1998年（平成10年） 9月2日   | 造形の規範となっているもの         |
|                  | 金城学院高等学校榮光館                                                    | 1936年（昭和11年）築 | 名古屋市東区白壁4-64             | 1998年（平成10年） 12月11日 | 造形の規範となっているもの         |
|                  | 名古屋港跳上橋 （旧1・2号地間運河可動橋）                                 | 1927年（昭和2年）築 | 名古屋市港区入船1-6、千鳥2-4地先 | 1999年（平成11年） 2月17日  | 国土の歴史的景観に寄与しているもの |
|                  | 長母寺本堂                                                                | 1894年（明治27年）築 | 名古屋市東区矢田町字寺畑2161     | 1999年（平成11年） 11月18日 | 国土の歴史的景観に寄与しているもの |
|                  | 長母寺山門                                                                | 18世紀後半築 | 名古屋市東区矢田町字寺畑2161     | 1999年（平成11年） 11月18日 | 国土の歴史的景観に寄与しているもの |
|                  | 長母寺庫裡                                                                | 1828年（文政11年）築 | 名古屋市東区矢田町字寺畑2161     | 1999年（平成11年） 11月18日 | 国土の歴史的景観に寄与しているもの |
| （奥の建物）     | 建中寺徳興殿 （旧名古屋商業会議所本館）                                   | 1896年（明治29年）築 1934年（昭和9年）移築 | 名古屋市東区筒井1-703-1          | 2000年（平成12年） 4月28日  | 再現することが容易でないもの       |
|                  | 旧加藤商会ビル                                                            | 1931年（昭和6年）頃築 | 名古屋市中区錦1-15-17            | 2001年（平成13年） 4月24日  | 国土の歴史的景観に寄与しているもの |
|                  | 又兵衛（旧坂上家住宅）                                                    | 江戸時代中期築 1936年（昭和11年）移築 1957年（昭和32年）移築                                                                                           | 名古屋市熱田区神宮1-1-1          | 2001年（平成13年） 4月24日  | 再現することが容易でないもの       |
|                  | 龍影閣 （旧名古屋博物館品評所）                                           | 1878年（明治11年）築 | 名古屋市熱田区神宮1-1-1          | 2001年（平成13年） 4月24日  | 造形の規範となっているもの         |
|                  | 料亭河文主屋                                                              | 1950年（昭和25年）築 | 名古屋市中区丸の内2-12-19        | 2005年（平成17年） 2月9日   | 造形の規範となっているもの         |
|                  | 料亭河文表門、塀及び脇門                                                  | 1950年（昭和25年）築 | 名古屋市中区丸の内2-12-19        | 2005年（平成17年） 2月9日   | 造形の規範となっているもの         |
|                  | 料亭河文新用亭及び渡廊下                                                  | 1950年（昭和25年）～1952年（昭和27年）築 | 名古屋市中区丸の内2-12-19        | 2005年（平成17年） 2月9日   | 造形の規範となっているもの         |
|                  | 料亭河文用々亭                                                            | 1950年（昭和25年）～1952年（昭和27年）築 | 名古屋市中区丸の内2-12-19        | 2005年（平成17年） 2月9日   | 造形の規範となっているもの         |
|                  | 料亭河文厨房                                                              | 1937年（昭和12年）築 1950年（昭和25年）増築 | 名古屋市中区丸の内2-12-19        | 2005年（平成17年） 2月9日   | 造形の規範となっているもの         |
|                  | 旧川上貞奴邸主屋                                                          | 1920年（大正9年）頃築 1938年（昭和13年）改造 2004年（平成16年）移築                                                                                    | 名古屋市東区橦木町3-23           | 2005年（平成17年） 2月9日   | 造形の規範となっているもの         |
|                  | 旧川上貞奴邸蔵                                                            | 1920年（大正9年）頃築 1938年（昭和13年）改造 2004年（平成16年）移築                                                                                    | 名古屋市東区橦木町3-23           | 2005年（平成17年） 2月9日   | 造形の規範となっているもの         |
|                  | 春江院本堂                                                                | 1830年（文政13年）築 | 名古屋市緑区大高町字西向山5      | 2005年（平成17年） 7月12日  | 造形の規範となっているもの         |
|                  | 春江院本玄関及び書院                                                      | 江戸時代後期築 1879年（明治12年）移築増改造 | 名古屋市緑区大高町字西向山5      | 2005年（平成17年） 7月12日  | 造形の規範となっているもの         |
|                  | 春江院不老閣                                                              | 1936年（昭和11年）築 | 名古屋市緑区大高町字西向山5      | 2005年（平成17年） 7月12日  | 造形の規範となっているもの         |
|                  | 春江院茶室                                                                | 明治時代後期築 | 名古屋市緑区大高町字西向山5      | 2005年（平成17年） 7月12日  | 造形の規範となっているもの         |
|                  | 春江院庫裏                                                                | 1933年（昭和8年）築 | 名古屋市緑区大高町字西向山5      | 2005年（平成17年） 7月12日  | 造形の規範となっているもの         |
|                  | 春江院山門                                                                | 1830年（文政13年）築 | 名古屋市緑区大高町字西向山5      | 2005年（平成17年） 7月12日  | 造形の規範となっているもの         |
|                  | 春江院鐘楼                                                                | 1865年（慶応元年）築 | 名古屋市緑区大高町字西向山5      | 2005年（平成17年） 7月12日  | 造形の規範となっているもの         |
|                  | オリエンタルビル屋上観覧車                                                | 1956年（昭和31年）築 | 名古屋市中区栄3-5-1              | 2007年（平成19年） 7月31日  | 造形の規範となっているもの         |
|                  | 萬乗醸造元蔵                                                              | 明治時代中期築 | 名古屋市緑区大高町字西門田41     | 2007年（平成19年） 7月31日  | 国土の歴史的景観に寄与しているもの |
|                  | 萬乗醸造中蔵                                                              | 江戸時代後期築 | 名古屋市緑区大高町字西門田41     | 2007年（平成19年） 7月31日  | 国土の歴史的景観に寄与しているもの |
|                  | 萬乗醸造新蔵                                                              | 明治時代初期築 | 名古屋市緑区大高町字西門田41     | 2007年（平成19年） 7月31日  | 国土の歴史的景観に寄与しているもの |
|                  | 萬乗醸造白米倉庫                                                          | 大正時代築 | 名古屋市緑区大高町字西門田41     | 2007年（平成19年） 7月31日  | 国土の歴史的景観に寄与しているもの |
|                  | 萬乗醸造瓶詰作業場                                                        | 大正時代築 | 名古屋市緑区大高町字西門田41     | 2007年（平成19年） 7月31日  | 国土の歴史的景観に寄与しているもの |
|                  | 萬乗醸造旧精米作業場                                                      | 大正時代築 | 名古屋市緑区大高町字西門田41     | 2007年（平成19年） 7月31日  | 国土の歴史的景観に寄与しているもの |
|                  | 萬乗醸造主屋                                                              | 江戸時代末期築 | 名古屋市緑区大高町字西門田41     | 2007年（平成19年） 7月31日  | 国土の歴史的景観に寄与しているもの |
|                  | 萬乗醸造離れ                                                              | 大正時代築 | 名古屋市緑区大高町字西門田41     | 2007年（平成19年） 7月31日  | 造形の規範となっているもの         |
|                  | 萬乗醸造土蔵                                                              | 大正時代築 | 名古屋市緑区大高町字西門田41     | 2007年（平成19年） 7月31日  | 国土の歴史的景観に寄与しているもの |
|                  | 萬乗醸造内井戸                                                            | 江戸時代後期築 | 名古屋市緑区大高町字西門田41     | 2007年（平成19年） 7月31日  | 国土の歴史的景観に寄与しているもの |
|                  | 萬乗醸造旧仕込蔵及び樽修理場                                              | 江戸時代後期築 | 名古屋市緑区大高町字西門田3-2他  | 2007年（平成19年） 7月31日  | 国土の歴史的景観に寄与しているもの |
|                  | 萬乗醸造外井戸                                                            | 明治時代初期築 昭和時代初期増設 | 名古屋市緑区大高町字土廻間8他    | 2007年（平成19年） 7月31日  | 国土の歴史的景観に寄与しているもの |
|                  | 名古屋大学医学部附属病院門及び外塀 （旧愛知県立医学専門学校正門及び外塀） | 1914年（大正3年）築 1930年（昭和5年）改修 1999年（平成11年）改修                                                                                       | 名古屋市昭和区鶴舞町65           | 2007年（平成19年） 10月2日  | 造形の規範となっているもの         |
|                  | 名古屋大学医学部附属病院門及び外塀 （旧愛知県立愛知病院正門及び外塀）     | 1914年（大正3年）築 1930年（昭和5年）改修 1999年（平成11年）改修                                                                                       | 名古屋市昭和区鶴舞町65           | 2007年（平成19年） 10月2日  | 造形の規範となっているもの         |
|                  | 名古屋大学医学部附属病院門及び外塀 （旧愛知県立愛知病院通用門及び外塀）   | 大正時代後期築 1930年（昭和5年）改修 | 名古屋市昭和区鶴舞町65           | 2007年（平成19年） 10月2日  | 造形の規範となっているもの         |
|                  | 中濱家住宅主屋                                                            | 明治時代中期築 昭和時代初期増築 | 名古屋市緑区有松2603             | 2008年（平成20年） 3月7日   | 造形の規範となっているもの         |
|                  | 中濱家住宅土蔵                                                            | 明治時代築 | 名古屋市緑区有松2603             | 2008年（平成20年） 3月7日   | 国土の歴史的景観に寄与しているもの |
|                  | 中濱家住宅物置                                                            | 昭和時代初期築 | 名古屋市緑区有松2603             | 2008年（平成20年） 3月7日   | 国土の歴史的景観に寄与しているもの |
|                  | 中濱家住宅門                                                              | 昭和時代初期築 | 名古屋市緑区有松2603             | 2008年（平成20年） 3月7日   | 国土の歴史的景観に寄与しているもの |
|                  | 中濱家住宅石垣及び塀                                                      | 明治時代築 昭和時代初期改修 | 名古屋市緑区有松2603             | 2008年（平成20年） 3月7日   | 国土の歴史的景観に寄与しているもの |
|                  | 名古屋陶磁器会館                                                          | 1932年（昭和7年）築 1946年（昭和21年）増築 | 名古屋市東区徳川1-1003           | 2008年（平成20年） 10月23日 | 国土の歴史的景観に寄与しているもの |
|                  | 棚橋家住宅主屋                                                            | 1875年（明治8年）築 | 名古屋市緑区有松3004             | 2009年（平成21年） 4月28日  | 国土の歴史的景観に寄与しているもの |
|                  | 名古屋大学豊田講堂                                                        | 1960年（昭和35年）築 1990年（平成2年）改修 2007年（平成19年）改修                                                                                      | 名古屋市千種区仁座町1            | 2011年（平成23年） 7月25日  | 造形の規範となっているもの         |
|                  | カトリック主税町教会信者会館                                              | 明治時代中期築 1980年（昭和55年）改修 | 名古屋市東区主税町3-33           | 2011年（平成23年） 7月25日  | 国土の歴史的景観に寄与しているもの |
|                  | カトリック主税町教会司祭館                                                | 1930年（昭和5年）築 | 名古屋市東区主税町3-33           | 2011年（平成23年） 7月25日  | 国土の歴史的景観に寄与しているもの |
|                  | カトリック主税町教会煉瓦塀                                                | 明治時代中期築 | 名古屋市東区主税町3-33           | 2011年（平成23年） 7月25日  | 国土の歴史的景観に寄与しているもの |
|                  | 石原家住宅主屋                                                            | 1936年（昭和11年）築 2008年（平成20年）改修 | 名古屋市北区東水切町1-17         | 2011年（平成23年） 7月25日  | 国土の歴史的景観に寄与しているもの |
|                  | 神谷家住宅柏露軒                                                          | 江戸時代末期築 1911年（明治44年）移築 1929年（昭和4年）改修                                                                                            | 名古屋市中区新栄2-1004           | 2012年（平成24年） 8月13日  | 国土の歴史的景観に寄与しているもの |
|                  | 神谷家住宅孤葊                                                            | 江戸時代末期築 1911年（明治44年）移築 | 名古屋市中区新栄2-1004           | 2012年（平成24年） 8月13日  | 国土の歴史的景観に寄与しているもの |
|                  | 神谷家住宅腰掛待合                                                        | 1923年（大正12年）築 1995年（平成7年）曳家 | 名古屋市中区新栄2-1004           | 2012年（平成24年） 8月13日  | 国土の歴史的景観に寄与しているもの |
|                  | 神谷家住宅中潜門                                                          | 昭和時代前期築 1995年（平成7年）曳家 | 名古屋市中区新栄2-1004           | 2012年（平成24年） 8月13日  | 国土の歴史的景観に寄与しているもの |
|                  | 日本福音ルーテル復活教会                                                  | 1953年（昭和28年）築 1960年（昭和35年）改修 | 名古屋市東区徳川町2303           | 2012年（平成24年） 8月13日  | 造形の規範となっているもの         |
|                  | 名古屋市東山荘主屋                                                        | 大正時代築 | 名古屋市瑞穂区初日町2-3          | 2013年（平成25年） 6月21日  | 国土の歴史的景観に寄与しているもの |
|                  | 名古屋市東山荘正門及び塀                                                  | 昭和時代前期築 | 名古屋市瑞穂区初日町2-3          | 2013年（平成25年） 6月21日  | 国土の歴史的景観に寄与しているもの |
|                  | 名古屋市東山荘庭門及び塀                                                  | 昭和時代前期築 | 名古屋市瑞穂区初日町2-3          | 2013年（平成25年） 6月21日  | 国土の歴史的景観に寄与しているもの |
| 筧家住宅主屋01   | 筧家住宅主屋                                                              | 江戸時代末期築 明治初期移築 1891年（明治24年）増築 | 名古屋市中村区下米野町3-29       | 2013年（平成25年） 12月24日 | 国土の歴史的景観に寄与しているもの |
|                  | 徳川園黒門                                                                | 1899年（明治32年）築 | 名古屋市東区徳川町1001           | 2014年（平成26年） 10月7日  | 国土の歴史的景観に寄与しているもの |
|                  | 徳川園脇長屋                                                              | 1900年（明治33年）頃築 1932年（昭和7年）改修 2004年（平成16年）改修                                                                                    | 名古屋市東区徳川町1001           | 2014年（平成26年） 10月7日  | 国土の歴史的景観に寄与しているもの |
|                  | 徳川園塀                                                                  | 1900年（明治33年）頃築 2004年（平成16年）改修 | 名古屋市東区徳川町1001           | 2014年（平成26年） 10月7日  | 国土の歴史的景観に寄与しているもの |
|                  | 徳川園釣瓶井戸                                                            | 1900年（明治33年）頃築 | 名古屋市東区徳川町1001           | 2014年（平成26年） 10月7日  | 国土の歴史的景観に寄与しているもの |
|                  | 蓬左文庫旧書庫                                                            | 1935年（昭和10年）築 2004年（平成16年）移築改修 | 名古屋市東区徳川町1001           | 2014年（平成26年） 10月7日  | 造形の規範となっているもの         |
|                  | 蘇山荘                                                                    | 1937年（昭和12年）築 1937年（昭和12年）移築 2004年（平成16年）改修                                                                                     | 名古屋市東区徳川町1001           | 2014年（平成26年） 10月7日  | 造形の規範となっているもの         |
|                  | 徳川美術館山の茶屋                                                        | 1883年（明治16年）築 1894年（明治27年）移築 1948年（昭和23年）改修 1959年（昭和34年）改修                                                              | 名古屋市東区徳川町1017           | 2014年（平成26年） 10月7日  | 造形の規範となっているもの         |
|                  | 徳川美術館心空庵及び餘芳軒                                                | 心空庵： 1914年（大正3年）築 1914年（大正3年）移築 1931年（昭和6年）移築 1962年（昭和37年）移築 餘芳軒： 昭和時代中期築 1973年（昭和48年）移築         | 名古屋市東区徳川町1017           | 2014年（平成26年） 10月7日  | 造形の規範となっているもの         |
|                  | 徳川美術館餘芳軒東屋                                                      | 昭和時代中期築 1973年（昭和48年）移築 1987年（昭和62年）移築                                                                                           | 名古屋市東区徳川町1017           | 2014年（平成26年） 10月7日  | 造形の規範となっているもの         |
|                  | 日本陶磁器センター旧館                                                    | 1934年（昭和9年）築 1957年（昭和32年）移築 | 名古屋市東区代官町3903           | 2015年（平成27年） 8月4日   | 造形の規範となっているもの         |
|                  | 日本陶磁器センター新館                                                    | 1958年（昭和33年）築 | 名古屋市東区代官町3903           | 2015年（平成27年） 8月4日   | 造形の規範となっているもの         |
|                  | 名古屋カテドラル聖ペトロ聖パウロ大聖堂                                    | 1961年（昭和36年）築 | 名古屋市東区葵1-1208             | 2015年（平成27年） 8月4日   | 造形の規範となっているもの         |
|                  | 崇覚寺本堂                                                                | 1866年（慶応2年）築 | 名古屋市中区橘二丁目601          | 2015年（平成27年） 11月17日 | 造形の規範となっているもの         |
|                  | 鈴木家住宅主屋                                                            | 昭和時代前期築 1953年（昭和28年）頃改修 | 名古屋市昭和区五軒家町20-2他     | 2015年（平成27年） 11月17日 | 国土の歴史的景観に寄与しているもの |
|                  | 蓮教寺本堂                                                                | 1758年（宝暦8年）築 1764年（宝暦14年）増築 1812年（文化9年）増築 2004年（平成16年）改修                                                                | 名古屋市名東区高針四丁目864      | 2017年（平成29年） 5月2日   | 造形の規範となっているもの         |
|                  | 蓮教寺書院                                                                | 1812年（文化9年）築 1955年（昭和30年）頃改修 2015年（平成27年）改修                                                                                    | 名古屋市名東区高針四丁目864      | 2017年（平成29年） 5月2日   | 造形の規範となっているもの         |
|                  | 蓮教寺庫裏                                                                | 1763年（宝暦13年）築 昭和時代後期改修 | 名古屋市名東区高針四丁目864      | 2017年（平成29年） 5月2日   | 国土の歴史的景観に寄与しているもの |
|                  | 蓮教寺鐘楼                                                                | 1882年（明治15年）築 | 名古屋市名東区高針四丁目864      | 2017年（平成29年） 5月2日   | 国土の歴史的景観に寄与しているもの |
|                  | 蓮教寺山門及び脇塀                                                        | 1812年（文化9年）築 2000年（平成12年）改修 | 名古屋市名東区高針四丁目864      | 2017年（平成29年） 5月2日   | 国土の歴史的景観に寄与しているもの |
|                  | 梵音寺本堂                                                                | 1798年（寛政10年）築 昭和時代後期改修 | 名古屋市名東区高針四丁目864      | 2017年（平成29年） 5月2日   | 国土の歴史的景観に寄与しているもの |
|                  | 愛知県立旭丘高等学校正門門柱 （旧愛知県立第一中学校正門）                 | 1938年（昭和13年）築 1959年（昭和34年）改修 2001年（平成13年）改修                                                                                     | 名古屋市東区出来町三丁目6-15     | 2017年（平成29年） 6月28日  | 国土の歴史的景観に寄与しているもの |
|                  | 中村公園記念館                                                            | 1910年（明治43年）築 大正時代改修 1950年（昭和25年）頃改修 1958年（昭和33年）改修 1970年（昭和45年）改修 1975年（昭和50年）改修 2016年（平成28年）改修 | 名古屋市中村区中村町字高畑       | 2017年（平成29年） 6月28日  | 造形の規範となっているもの         |
|                  | 中村公園豊頌軒                                                            | 明治時代前期築 1957年（昭和32年）移築 | 名古屋市中村区中村町字高畑       | 2017年（平成29年） 6月28日  | 造形の規範となっているもの         |
|                  | 愛知県立瑞陵高等学校旧正門門柱 （旧愛知県商業学校正門）                   | 1924年（大正13年）頃築 | 名古屋市瑞穂区北原町二丁目1      | 2017年（平成29年） 6月28日  | 国土の歴史的景観に寄与しているもの |
|                  | 愛知県立惟信高等学校正門門柱 （旧愛知県惟信中学校正門）                   | 1929年（昭和4年）頃築 | 名古屋市港区惟信町2-262          | 2017年（平成29年） 6月28日  | 国土の歴史的景観に寄与しているもの |
|                  | 善行寺本堂                                                                | 1706年（宝永3年）築 1804年（文化元年)改修 1915年（大正4年）増築 1976年（昭和51年）改修                                                                 | 名古屋市中川区愛知町4132         | 2018年（平成30年） 5月10日  | 造形の規範となっているもの         |
|                  | 善行寺玄関座敷                                                            | 江戸時代後期築 | 名古屋市中川区愛知町4132         | 2018年（平成30年） 5月10日  | 国土の歴史的景観に寄与しているもの |
|                  | 善行寺鐘楼                                                                | 1896年（明治29年）頃築 1978年（昭和53年）改修 | 名古屋市中川区愛知町4132         | 2018年（平成30年） 5月10日  | 造形の規範となっているもの         |
|                  | 善行寺太鼓楼                                                              | 江戸時代後期築 昭和時代前期改修 | 名古屋市中川区愛知町4132         | 2018年（平成30年） 5月10日  | 国土の歴史的景観に寄与しているもの |
|                  | 善行寺手水舎                                                              | 昭和時代前期築 | 名古屋市中川区愛知町4132         | 2018年（平成30年） 5月10日  | 国土の歴史的景観に寄与しているもの |
|                  | 善行寺山門                                                                | 1755年（宝暦5年）築 江戸時代後期改修 1978年（昭和53年）改修                                                                                            | 名古屋市中川区愛知町4132         | 2018年（平成30年） 5月10日  | 国土の歴史的景観に寄与しているもの |
|                  | 爲三郎記念館爲春亭                                                        | 1934年（昭和9年）築 1995年（平成7年）改修 | 名古屋市千種区堀割町一丁目9      | 2018年（平成30年） 11月2日  | 造形の規範となっているもの         |
|                  | 爲三郎記念館知足庵                                                        | 1936年（昭和11年）築 1995年（平成7年）改修 | 名古屋市千種区堀割町一丁目9      | 2018年（平成30年） 11月2日  | 造形の規範となっているもの         |
|                  | 爲三郎記念館待合                                                          | 昭和時代前期築 1995年（平成7年）改修 | 名古屋市千種区堀割町一丁目9      | 2018年（平成30年） 11月2日  | 国土の歴史的景観に寄与しているもの |
|                  | 爲三郎記念館雪隠                                                          | 昭和時代前期築 1995年（平成7年）改修 | 名古屋市千種区堀割町一丁目9      | 2018年（平成30年） 11月2日  | 国土の歴史的景観に寄与しているもの |
|                  | 爲三郎記念館正門                                                          | 昭和時代前期築 1995年（平成7年）改修 | 名古屋市千種区堀割町一丁目9      | 2018年（平成30年） 11月2日  | 国土の歴史的景観に寄与しているもの |
|                  | 爲三郎記念館東門                                                          | 昭和時代前期築 1995年（平成7年）改修 | 名古屋市千種区堀割町一丁目9      | 2018年（平成30年） 11月2日  | 国土の歴史的景観に寄与しているもの |
|                  | 真宗大谷派名古屋別院東門及び土塀                                          | 江戸時代後期築 2016年（平成28年）改修 | 名古屋市中区橘二丁目8-55         | 2018年（平成30年） 11月2日  | 国土の歴史的景観に寄与しているもの |
|                  | 七所神社本殿                                                              | 大正時代前期築 | 名古屋市南区笠寺町字天満12       | 2018年（平成30年） 11月2日  | 造形の規範となっているもの         |
|                  | 川原田家住宅主屋                                                          | 1937年（昭和12年）築 1981年（昭和56年）改修 2018年（平成30年）改修                                                                                     | 名古屋市昭和区南山町25-4他       | 2020年（令和2年） 4月3日    | 国土の歴史的景観に寄与しているもの |
|                  | 川原田家住宅表門及び塀                                                    | 1938年（昭和13年）築 | 名古屋市昭和区南山町25-4         | 2020年（令和2年） 4月3日    | 国土の歴史的景観に寄与しているもの |
|                  | 川原田家住宅裏門及び塀                                                    | 1938年（昭和13年）築 | 名古屋市昭和区南山町25-5         | 2020年（令和2年） 4月3日    | 国土の歴史的景観に寄与しているもの |
|                  | 川原田家住宅石垣                                                          | 1938年（昭和13年）頃築 | 名古屋市昭和区南山町25-4他       | 2020年（令和2年） 4月3日    | 国土の歴史的景観に寄与しているもの |
|                  | 名古屋市公会堂                                                            | 1930年（昭和5年）築 1958年（昭和33年）改修 1980年（昭和55年）改修 2019年（平成31年）改修                                                               | 名古屋市昭和区鶴舞一丁目101      | 2020年（令和2年） 8月17日   | 造形の規範となっているもの         |
|                  | 道徳公園クジラ池噴水                                                      | 1927年（昭和2年）築 1941年（昭和16年）改修 | 名古屋市南区道徳新町五丁目42     | 2021年（令和3年） 10月14日  | 国土の歴史的景観に寄与しているもの |
|                  | 朝日神社透塀（蕃塀）                                                      | 1809年（文化6年）築 1958年（昭和33年）移築 | 名古屋市中区錦三丁目2219-1       | 2022年（令和4年） 2月17日   | 造形の規範となっているもの         |
|                  | 愛知県立瑞陵高等学校感喜堂（旧講堂）                                      | 1924年（大正13年）築 1979年（昭和54年）改修 2015年（平成27年）改修                                                                                     | 名古屋市瑞穂区北原町二丁目1-2    | 2022年（令和4年） 6月29日   | 造形の規範となっているもの         |
|                  | 下郷家住宅（千代倉本家）紅葉蔵                                            | 1891年（明治24年）築 | 名古屋市緑区鳴海町字相原町27他   | 2024年（令和6年）           | 国土の歴史的景観に寄与しているもの |
|                  | 下郷家住宅（千代倉本家）中蔵                                              | 1893年（明治26年）築 | 名古屋市緑区鳴海町字相原町27他   | 2024年（令和6年）           | 国土の歴史的景観に寄与しているもの |

## 尾張地方

### 愛西市
| 画像 | 名称                 | 年代                                                       | 所在地              | 登録年月日                | 登録基準                           |
| ---- | -------------------- | ---------------------------------------------------------- | ------------------- | ------------------------- | ---------------------------------- |
|      | 鈴木家住宅蔵         | 1879年（明治12年）築                                       | 愛西市須依町郷577他 | 2008年（平成20年） 3月7日 | 国土の歴史的景観に寄与しているもの |
|      | 鈴木家住宅米蔵       | 明治時代中期築 昭和時代前期移築増築                        | 愛西市須依町郷577他 | 2008年（平成20年） 3月7日 | 国土の歴史的景観に寄与しているもの |
|      | 鈴木家住宅門及び外塀 | 昭和時代前期築                                             | 愛西市須依町郷577他 | 2008年（平成20年） 3月7日 | 国土の歴史的景観に寄与しているもの |
|      | 鈴木家住宅主屋       | 1890年（明治23年）築 大正時代後期改修 昭和時代前期増築改修 | 愛西市須依町郷577他 | 2008年（平成20年） 3月7日 | 造形の規範となっているもの         |

### 阿久比町
| 画像 | 名称       | 年代                 | 所在地                             | 登録年月日                 | 登録基準                           |
| ---- | ---------- | -------------------- | ---------------------------------- | -------------------------- | ---------------------------------- |
|      | 蓮慶寺本堂 | 1811年（文化5年）築  | 知多郡阿久比町大字植大字石坂37-1   | 2013年（平成25年） 6月21日 | 国土の歴史的景観に寄与しているもの |
|      | 蓮慶寺大門 | 1896年（明治29年）築 | 知多郡阿久比町大字植大字石坂37-1他 | 2013年（平成25年） 6月21日 | 国土の歴史的景観に寄与しているもの |
|      | 蓮慶寺土塀 | 1951年（昭和26年）築 | 知多郡阿久比町大字植大字石坂37-1他 | 2013年（平成25年） 6月21日 | 国土の歴史的景観に寄与しているもの |

### あま市
| 画像 | 名称       | 年代           | 所在地              | 登録年月日                | 登録基準                           |
| ---- | ---------- | -------------- | ------------------- | ------------------------- | ---------------------------------- |
|      | 實成寺本堂 | 江戸時代前期築 | あま市中萱津南宿254 | 2005年（平成17年） 2月9日 | 造形の規範となっているもの         |
|      | 實成寺山門 | 江戸時代中期築 | あま市中萱津南宿254 | 2005年（平成17年） 2月9日 | 国土の歴史的景観に寄与しているもの |

### 一宮市
| 画像 | 名称                                      | 年代                                                                    | 所在地                             | 登録年月日                 | 登録基準                           |
| ---- | ----------------------------------------- | ----------------------------------------------------------------------- | ---------------------------------- | -------------------------- | ---------------------------------- |
|      | 旧林家住宅主屋及び裏座敷                  | 大正時代初期築 昭和時代初期増築                                         | 一宮市起字下町211                  | 2002年（平成14年） 2月14日 | 国土の歴史的景観に寄与しているもの |
|      | 木曽川資料館主屋 （旧木曽川町会議事堂）   | 1924年（大正13年）築                                                    | 一宮市木曽川町黒田字宝光寺東13-2他 | 2006年（平成18年） 8月3日  | 造形の規範となっているもの         |
|      | 木曽川資料館収蔵室 （旧木曽川町役場倉庫） | 1924年（大正13年）頃築                                                  | 一宮市木曽川町黒田字宝光寺東13-2   | 2006年（平成18年） 8月3日  | 造形の規範となっているもの         |
|      | 真清田神社本殿及び渡殿                    | 1954年（昭和29年）築                                                    | 一宮市真清田1-2-1                  | 2006年（平成18年） 8月3日  | 造形の規範となっているもの         |
|      | 旧起第二尋常小学校奉安殿                  | 1929年（昭和4年）築 1947年（昭和22年）頃移築                            | 一宮市三条字苅2                    | 2007年（平成19年） 10月2日 | 造形の規範となっているもの         |
|      | 真清田神社北門及び透塀                    | 1955年（昭和30年）築                                                    | 一宮市真清田1-2-1                  | 2007年（平成19年） 10月2日 | 国土の歴史的景観に寄与しているもの |
|      | 真清田神社祭文殿                          | 1956年（昭和31年）築                                                    | 一宮市真清田1-2-1                  | 2007年（平成19年） 10月2日 | 国土の歴史的景観に寄与しているもの |
|      | 森川家住宅主屋                            | 1855年（安政2年）築 1869年（明治2年）改修                               | 一宮市大和町苅安賀字北川田1159     | 2008年（平成20年） 7月8日  | 国土の歴史的景観に寄与しているもの |
|      | 森川家住宅書院                            | 1902年（明治35年）築                                                    | 一宮市大和町苅安賀字北川田1159     | 2008年（平成20年） 7月8日  | 国土の歴史的景観に寄与しているもの |
|      | 森川家住宅土蔵                            | 昭和時代初期築                                                          | 一宮市大和町苅安賀字北川田1159     | 2008年（平成20年） 7月8日  | 国土の歴史的景観に寄与しているもの |
|      | 墨会館                                    | 1957年（昭和32年）築                                                    | 一宮市小信中島字南九反11-1         | 2008年（平成20年） 7月8日  | 造形の規範となっているもの         |
|      | 旧湊屋店舗兼主屋                          | 明治時代前期築 1959年（昭和34年）改修                                   | 一宮市起字堤町33-1                 | 2010年（平成22年） 9月10日 | 国土の歴史的景観に寄与しているもの |
|      | 旧湊屋土蔵                                | 江戸時代末期築 昭和時代前期築 昭和時代中期移築増築                      | 一宮市起字堤町33-1                 | 2010年（平成22年） 9月10日 | 国土の歴史的景観に寄与しているもの |
|      | 葛利毛織工業株式会社工場                  | 1932年（昭和7年）頃築 1945年（昭和20年）頃増築 昭和30年代増築           | 一宮市木曽川町玉ノ井字宮前1        | 2020年（令和2年） 8月17日  | 国土の歴史的景観に寄与しているもの |
|      | 葛利毛織工業株式会社事務所                | 1932年（昭和7年）頃築                                                   | 一宮市木曽川町玉ノ井字宮前1        | 2020年（令和2年） 8月17日  | 国土の歴史的景観に寄与しているもの |
|      | 葛利毛織工業株式会社主屋                  | 1949年（昭和24年）頃築                                                  | 一宮市木曽川町玉ノ井字宮前1        | 2020年（令和2年） 8月17日  | 国土の歴史的景観に寄与しているもの |
|      | 葛利毛織工業株式会社離れ                  | 1932年（昭和7年）頃築 1950年（昭和25年）頃増築 1975年（昭和50年）頃増築 | 一宮市木曽川町玉ノ井字宮前1他      | 2020年（令和2年） 8月17日  | 国土の歴史的景観に寄与しているもの |
|      | 葛利毛織工業株式会社男子寮                | 1952年（昭和27年）頃築 1957年（昭和32年）頃増築                         | 一宮市木曽川町玉ノ井字宮前1        | 2020年（令和2年） 8月17日  | 国土の歴史的景観に寄与しているもの |
|      | 葛利毛織工業株式会社旧浴場及び便所        | 1955年（昭和30年）頃築 昭和30年代増築                                   | 一宮市木曽川町玉ノ井字宮前1        | 2020年（令和2年） 8月17日  | 国土の歴史的景観に寄与しているもの |
|      | 葛利毛織工業株式会社土蔵                  | 江戸時代末期築                                                          | 一宮市木曽川町玉ノ井字宮前114他    | 2020年（令和2年） 8月17日  | 国土の歴史的景観に寄与しているもの |
|      | 葛利毛織工業株式会社原糸倉庫              | 1948年（昭和23年）頃築                                                  | 一宮市木曽川町玉ノ井字宮前1        | 2020年（令和2年） 8月17日  | 国土の歴史的景観に寄与しているもの |
|      | 葛利毛織工業株式会社倉庫                  | 1957年（昭和32年）頃築                                                  | 一宮市木曽川町玉ノ井字宮前1        | 2020年（令和2年） 8月17日  | 国土の歴史的景観に寄与しているもの |
|      | 瑞芳院本堂及び庫裡                        | 1813年（文化10年）築 1915年（大正4年）移築                              | 一宮市中町一丁目4-1                | 2021年（令和3年） 10月14日 | 国土の歴史的景観に寄与しているもの |

### 稲沢市
| 画像 | 名称         | 年代                                             | 所在地               | 登録年月日                 | 登録基準                           |
| ---- | ------------ | ------------------------------------------------ | -------------------- | -------------------------- | ---------------------------------- |
|      | 性海寺多宝塔 | 1253年（建長5年）築 1967年（昭和42年）半解体修理 | 稲沢市大塚南一丁目33 | 1903年（明治36年） 4月15日 | 国土の歴史的景観に寄与しているもの |

### 犬山市
| 画像 | 名称                                              | 年代                                                                  | 所在地                       | 登録年月日                  | 登録基準                           |
| ---- | ------------------------------------------------- | --------------------------------------------------------------------- | ---------------------------- | --------------------------- | ---------------------------------- |
|      | 奥村家住宅主屋                                    | 江戸時代末期築                                                        | 犬山市大字犬山字東古券395    | 1999年（平成11年） 8月23日  | 再現することが容易でないもの       |
|      | 奥村家住宅金庫蔵                                  | 明治時代築                                                            | 犬山市大字犬山字東古券395    | 1999年（平成11年） 8月23日  | 再現することが容易でないもの       |
|      | 奥村家住宅棟門                                    | 江戸時代末期築                                                        | 犬山市大字犬山字東古券395    | 1999年（平成11年） 8月23日  | 再現することが容易でないもの       |
|      | 奥村家住宅米蔵                                    | 江戸時代末期築                                                        | 犬山市大字犬山字東古券395    | 1999年（平成11年） 8月23日  | 造形の規範となっているもの         |
|      | 奥村家住宅道具蔵                                  | 明治時代築                                                            | 犬山市大字犬山字東古券395    | 1999年（平成11年） 8月23日  | 造形の規範となっているもの         |
|      | 奥村家住宅離れ                                    | 大正時代築                                                            | 犬山市大字犬山字東古券395    | 1999年（平成11年） 8月23日  | 造形の規範となっているもの         |
|      | 奥村家住宅納屋                                    | 明治時代築                                                            | 犬山市大字犬山字東古券395    | 1999年（平成11年） 8月23日  | 造形の規範となっているもの         |
|      | 奥村家住宅渡り廊                                  | 明治時代築                                                            | 犬山市大字犬山字東古券395    | 1999年（平成11年） 8月23日  | 造形の規範となっているもの         |
|      | 奥村家住宅東高塀                                  | 明治時代築                                                            | 犬山市大字犬山字東古券395    | 1999年（平成11年） 8月23日  | 国土の歴史的景観に寄与しているもの |
|      | 車山蔵                                            | 1909年（明治42年）築                                                  | 犬山市大字犬山字東古券779    | 1999年（平成11年） 8月23日  | 国土の歴史的景観に寄与しているもの |
|      | 尾関家住宅主屋                                    | 1842年（天保13年）築                                                  | 犬山市大字犬山字白山平２ 他  | 1999年（平成11年） 8月23日  | 国土の歴史的景観に寄与しているもの |
|      | 尾関家住宅土蔵                                    | 1842年（天保13年）築                                                  | 犬山市大字犬山字白山平２ 他  | 1999年（平成11年） 8月23日  | 国土の歴史的景観に寄与しているもの |
|      | 興禅寺庫裏                                        | 1830年（文政13年）築                                                  | 犬山市羽黒城屋敷16           | 2003年（平成15年） 12月1日  | 造形の規範となっているもの         |
|      | 明治村第八高等学校正門                            | 1909年（明治42年）築 1970年（昭和45年）移築                           | 犬山市内山1博物館明治村内    | 2003年（平成15年） 12月1日  | 造形の規範となっているもの         |
|      | 明治村大井牛肉店                                  | 1887年（明治20年）築 1968年（昭和43年）移築                           | 犬山市内山1博物館明治村内    | 2003年（平成15年） 12月1日  | 造形の規範となっているもの         |
|      | 明治村三重県尋常師範学校・蔵持小学校              | 1888年（明治21年）築 1973年（昭和48年）移築                           | 犬山市内山1博物館明治村内    | 2003年（平成15年） 12月1日  | 造形の規範となっているもの         |
|      | 明治村近衛局本部付属舎 （皇宮警察坂下護衛署別館） | 1888年（明治21年）築 1977年（昭和52年）移築                           | 犬山市内山1博物館明治村内    | 2003年（平成15年） 12月1日  | 造形の規範となっているもの         |
|      | 明治村赤坂離宮正門哨舎                            | 1908年（明治41年）築 1983年（昭和58年）移築                           | 犬山市内山1博物館明治村内    | 2003年（平成15年） 12月1日  | 造形の規範となっているもの         |
|      | 明治村学習院長官舎                                | 1909年（明治42年）築 1964年（昭和39年）移築                           | 犬山市内山1博物館明治村内    | 2003年（平成15年） 12月1日  | 造形の規範となっているもの         |
|      | 明治村森鷗外・夏目漱石住宅                        | 1887年（明治20年）頃築 1964年（昭和39年）移築                         | 犬山市内山1博物館明治村内    | 2003年（平成15年） 12月1日  | 造形の規範となっているもの         |
|      | 明治村東京盲学校車寄                              | 1910年（明治43年）築 1968年（昭和43年）移築                           | 犬山市内山1博物館明治村内    | 2003年（平成15年） 12月1日  | 造形の規範となっているもの         |
|      | 明治村二重橋飾電燈                                | 1888年（明治21年）築 1965年（昭和40年）移築                           | 犬山市内山1博物館明治村内    | 2003年（平成15年） 12月1日  | 造形の規範となっているもの         |
|      | 明治村鉄道局新橋工場                              | 1889年（明治22年）築 1966年（昭和41年）移築                           | 犬山市内山1博物館明治村内    | 2003年（平成15年） 12月1日  | 再現することが容易でないもの       |
|      | 明治村千早赤阪小学校講堂                          | 1897年（明治30年）頃築 1976年（昭和51年）移築                         | 犬山市内山1博物館明治村内    | 2003年（平成15年） 12月1日  | 造形の規範となっているもの         |
|      | 明治村第四高等学校物理化学教室                    | 1890年（明治23年）築 1965年（昭和40年）移築                           | 犬山市内山1博物館明治村内    | 2003年（平成15年） 12月1日  | 造形の規範となっているもの         |
|      | 明治村清水医院                                    | 明治30年代築 1973年（昭和48年）移築                                   | 犬山市内山1博物館明治村内    | 2003年（平成15年） 12月1日  | 造形の規範となっているもの         |
|      | 明治村京都中井酒造                                | 1870年（明治3年）築 1993年（平成5年）移築                             | 犬山市内山1博物館明治村内    | 2003年（平成15年） 12月1日  | 再現することが容易でないもの       |
|      | 明治村安田銀行会津支店                            | 1907年（明治40年）築 1965年（昭和40年）移築                           | 犬山市内山1博物館明治村内    | 2003年（平成15年） 12月1日  | 造形の規範となっているもの         |
|      | 明治村京都七條巡査派出所                          | 1912年（明治45年）築 1969年（昭和44年）移築                           | 犬山市内山1博物館明治村内    | 2003年（平成15年） 12月1日  | 造形の規範となっているもの         |
|      | 明治村北里研究所本館                              | 1915年（大正4年）築 1980年（昭和55年）移築                            | 犬山市内山1博物館明治村内    | 2003年（平成15年） 12月1日  | 造形の規範となっているもの         |
|      | 明治村幸田露伴住宅蝸牛庵                          | 1868年（明治元年）築 1972年（昭和47年）移築                           | 犬山市内山1博物館明治村内    | 2003年（平成15年） 12月1日  | 造形の規範となっているもの         |
|      | 明治村茶室亦楽庵                                  | 1877年（明治10年）頃築 1971年（昭和46年）移築                         | 犬山市内山1博物館明治村内    | 2003年（平成15年） 12月1日  | 造形の規範となっているもの         |
|      | 明治村長崎居留地二十五番館本館                    | 1889年（明治22年）築 1966年（昭和41年）移築                           | 犬山市内山1博物館明治村内    | 2003年（平成15年） 12月1日  | 造形の規範となっているもの         |
|      | 明治村長崎居留地二十五番館別館                    | 1910年（明治43年）築 1966年（昭和41年）移築                           | 犬山市内山1博物館明治村内    | 2003年（平成15年） 12月1日  | 造形の規範となっているもの         |
|      | 明治村神戸山手西洋人住居主屋                      | 明治20年代築 1969年（昭和44年）移築                                   | 犬山市内山1博物館明治村内    | 2003年（平成15年） 12月1日  | 造形の規範となっているもの         |
|      | 明治村神戸山手西洋人住居付属屋                    | 明治20年代築 1969年（昭和44年）移築                                   | 犬山市内山1博物館明治村内    | 2003年（平成15年） 12月1日  | 造形の規範となっているもの         |
|      | 明治村宗教大学車寄                                | 1908年（明治41年）築 1980年（昭和55年）移築                           | 犬山市内山1博物館明治村内    | 2003年（平成15年） 12月1日  | 造形の規範となっているもの         |
|      | 明治村第四高等学校武術道場無声堂主屋              | 1917年（大正6年）築 1970年（昭和45年）移築                            | 犬山市内山1博物館明治村内    | 2004年（平成16年） 2月17日  | 造形の規範となっているもの         |
|      | 明治村第四高等学校武術道場無声堂弓道場            | 1917年（大正6年）築 1970年（昭和45年）移築                            | 犬山市内山1博物館明治村内    | 2004年（平成16年） 2月17日  | 造形の規範となっているもの         |
|      | 明治村日本赤十字社中央病院病棟                    | 1890年（明治23年）築 1974年（昭和49年）移築                           | 犬山市内山1博物館明治村内    | 2004年（平成16年） 2月17日  | 造形の規範となっているもの         |
|      | 明治村日本赤十字社中央病院付属便所                | 1890年（明治23年）築 1974年（昭和49年）移築                           | 犬山市内山1博物館明治村内    | 2004年（平成16年） 2月17日  | 造形の規範となっているもの         |
|      | 明治村歩兵第六聯隊兵舎                            | 1873年（明治6年）築 1965年（昭和40年）移築                            | 犬山市内山1博物館明治村内    | 2004年（平成16年） 2月17日  | 造形の規範となっているもの         |
|      | 明治村シアトル日系福音教会                        | 1907年（明治40年）頃築 1974年（昭和59年）移築                         | 犬山市内山1博物館明治村内    | 2004年（平成16年） 2月17日  | 造形の規範となっているもの         |
|      | 明治村ブラジル移民住宅                            | 1919年（大正8年）築 1975年（昭和50年）移築                            | 犬山市内山1博物館明治村内    | 2004年（平成16年） 2月17日  | 再現することが容易でないもの       |
|      | 明治村ハワイ移民集会所                            | 1889年（明治22年）頃築 1969年（昭和44年）移築                         | 犬山市内山1博物館明治村内    | 2004年（平成16年） 2月17日  | 造形の規範となっているもの         |
|      | 明治村六郷川鉄橋                                  | 1877年（明治10年）築 1915年（大正4年）移築 1988年（昭和63年）移築     | 犬山市内山1博物館明治村内    | 2004年（平成16年） 2月17日  | 再現することが容易でないもの       |
|      | 明治村鉄道寮新橋工場                              | 1872年（明治5年）頃築 1919年（大正8年）移築 1968年（昭和43年）移築    | 犬山市内山1博物館明治村内    | 2004年（平成16年） 2月17日  | 再現することが容易でないもの       |
|      | 明治村工部省品川硝子製造所                        | 1877年（明治10年）頃築 1969年（昭和44年）移築                         | 犬山市内山1博物館明治村内    | 2004年（平成16年） 2月17日  | 造形の規範となっているもの         |
|      | 明治村本郷喜之床                                  | 明治時代後期築 1980年（昭和55年）移築                                 | 犬山市内山1博物館明治村内    | 2004年（平成16年） 2月17日  | 造形の規範となっているもの         |
|      | 明治村小泉八雲避暑の家                            | 明治時代初期築 1971年（昭和46年）移築                                 | 犬山市内山1博物館明治村内    | 2004年（平成16年） 2月17日  | 造形の規範となっているもの         |
|      | 明治村半田東湯                                    | 明治時代末期築 1980年（昭和55年）移築                                 | 犬山市内山1博物館明治村内    | 2004年（平成16年） 2月17日  | 造形の規範となっているもの         |
|      | 明治村聖ザビエル天主堂                            | 1890年（明治23年）築 1973年（昭和48年）移築                           | 犬山市内山1博物館明治村内    | 2004年（平成16年） 2月17日  | 造形の規範となっているもの         |
|      | 明治村小那沙美島燈台                              | 1904年（明治37年）築 1976年（昭和51年）移築                           | 犬山市内山1博物館明治村内    | 2004年（平成16年） 2月17日  | 再現することが容易でないもの       |
|      | 明治村天童眼鏡橋                                  | 1887年（明治20年）築 1976年（昭和51年）移築                           | 犬山市内山1博物館明治村内    | 2004年（平成16年） 2月17日  | 再現することが容易でないもの       |
|      | 明治村隅田川新大橋                                | 1912年（明治45年）築 1975年（昭和50年）移築                           | 犬山市内山1博物館明治村内    | 2004年（平成16年） 2月17日  | 再現することが容易でないもの       |
|      | 明治村川崎銀行本店                                | 1927年（昭和2年）築 1990年（平成2年）移築                             | 犬山市内山1博物館明治村内    | 2004年（平成16年） 2月17日  | 造形の規範となっているもの         |
|      | 明治村大明寺聖パウロ教会堂                        | 1879年（明治12年）築 1994年（平成6年）移築                            | 犬山市内山1博物館明治村内    | 2004年（平成16年） 2月17日  | 造形の規範となっているもの         |
|      | 明治村皇居正門石橋飾電燈                          | 1893年（明治26年）頃築 1990年（平成2年）移設                          | 犬山市内山1博物館明治村内    | 2004年（平成16年） 2月17日  | 造形の規範となっているもの         |
|      | 明治村内閣文庫                                    | 1911年（明治44年）築 1990年（平成2年）移築                            | 犬山市内山1博物館明治村内    | 2004年（平成16年） 2月17日  | 造形の規範となっているもの         |
|      | 明治村東京駅警備巡査派出所                        | 1914年（大正3年）頃築 1972年（昭和47年）移築                          | 犬山市内山1博物館明治村内    | 2004年（平成16年） 2月17日  | 造形の規範となっているもの         |
|      | 明治村前橋監獄雑居房                              | 1888年（明治21年）築 1971年（昭和46年）移築                           | 犬山市内山1博物館明治村内    | 2004年（平成16年） 2月17日  | 再現することが容易でないもの       |
|      | 明治村金沢監獄正門                                | 1907年（明治40年）築 1977年（昭和52年）移築                           | 犬山市内山1博物館明治村内    | 2004年（平成16年） 2月17日  | 造形の規範となっているもの         |
|      | 明治村金沢監獄中央看守所                          | 1907年（明治40年）築 1972年（昭和47年）移築                           | 犬山市内山1博物館明治村内    | 2004年（平成16年） 2月17日  | 造形の規範となっているもの         |
|      | 明治村金沢監獄監房                                | 1907年（明治40年）築 1972年（昭和47年）移築                           | 犬山市内山1博物館明治村内    | 2004年（平成16年） 2月17日  | 造形の規範となっているもの         |
|      | 明治村宮津裁判所法廷                              | 1886年（明治19年）築 1977年（昭和52年）移築                           | 犬山市内山1博物館明治村内    | 2004年（平成16年） 2月17日  | 造形の規範となっているもの         |
|      | 明治村菊の世酒蔵                                  | 1895年（明治28年）築 1983年（昭和58年）移築                           | 犬山市内山1博物館明治村内    | 2004年（平成16年） 2月17日  | 再現することが容易でないもの       |
|      | 明治村高田小熊写真館                              | 1908年（明治41年）築 大正時代初期増築 1982年（昭和57年）移築          | 犬山市内山1博物館明治村内    | 2004年（平成16年） 2月17日  | 造形の規範となっているもの         |
|      | 明治村名鉄岩倉変電所                              | 1912年（明治45年）築 1975年（昭和50年）移築                           | 犬山市内山1博物館明治村内    | 2004年（平成16年） 2月17日  | 造形の規範となっているもの         |
|      | 明治村帝国ホテル中央玄関                          | 1923年（大正12年）築 1985年（昭和60年）移築                           | 犬山市内山1博物館明治村内    | 2004年（平成16年） 2月17日  | 造形の規範となっているもの         |
|      | 髙木家住宅主屋                                    | 1913年（大正2年）築                                                   | 犬山市大字犬山字東古券73他   | 2004年（平成16年） 7月23日  | 国土の歴史的景観に寄与しているもの |
|      | 髙木家住宅茶室                                    | 大正時代初期築                                                        | 犬山市大字犬山字東古券73他   | 2004年（平成16年） 7月23日  | 造形の規範となっているもの         |
|      | 髙木家住宅蔵                                      | 大正時代初期築                                                        | 犬山市大字犬山字東古券73他   | 2004年（平成16年） 7月23日  | 国土の歴史的景観に寄与しているもの |
|      | 梅田家住宅主屋                                    | 江戸時代末期築                                                        | 犬山市大字犬山字東古券506    | 2004年（平成16年） 7月23日  | 国土の歴史的景観に寄与しているもの |
|      | 梅田家住宅倉庫                                    | 昭和時代初期築                                                        | 犬山市大字犬山字東古券506    | 2004年（平成16年） 7月23日  | 国土の歴史的景観に寄与しているもの |
|      | 梅田家住宅高塀                                    | 昭和時代初期築                                                        | 犬山市大字犬山字東古券506    | 2004年（平成16年） 7月23日  | 国土の歴史的景観に寄与しているもの |
|      | 三井家住宅主屋                                    | 1889年（明治22年）築                                                  | 犬山市大字犬山字東古券684    | 2004年（平成16年） 7月23日  | 国土の歴史的景観に寄与しているもの |
|      | 三井家住宅蔵                                      | 1918年（大正7年）築                                                   | 犬山市大字犬山字東古券684    | 2004年（平成16年） 7月23日  | 国土の歴史的景観に寄与しているもの |
|      | 三井家住宅渡り廊                                  | 明治時代中期築                                                        | 犬山市大字犬山字東古券684    | 2004年（平成16年） 7月23日  | 国土の歴史的景観に寄与しているもの |
|      | 山田家住宅主屋                                    | 明治時代中期築                                                        | 犬山市大字犬山字東古券776    | 2004年（平成16年） 7月23日  | 国土の歴史的景観に寄与しているもの |
|      | 井上家住宅主屋                                    | 明治時代初期築                                                        | 犬山市大字犬山字西古券6      | 2004年（平成16年） 7月23日  | 国土の歴史的景観に寄与しているもの |
|      | 井上家住宅蔵                                      | 明治時代初期築                                                        | 犬山市大字犬山字西古券6      | 2004年（平成16年） 7月23日  | 国土の歴史的景観に寄与しているもの |
|      | 瀧野家住宅蔵                                      | 明治時代中期築                                                        | 犬山市大字犬山字西古券34     | 2004年（平成16年） 7月23日  | 国土の歴史的景観に寄与しているもの |
|      | 眞野家住宅主屋                                    | 1894年（明治27年）築                                                  | 犬山市大字犬山字東古券57     | 2005年（平成17年） 2月9日   | 国土の歴史的景観に寄与しているもの |
|      | 眞野家住宅離座敷                                  | 1894年（明治27年）築                                                  | 犬山市大字犬山字東古券57     | 2005年（平成17年） 2月9日   | 国土の歴史的景観に寄与しているもの |
|      | 眞野家住宅土蔵                                    | 1894年（明治27年）築                                                  | 犬山市大字犬山字東古券57     | 2005年（平成17年） 2月9日   | 国土の歴史的景観に寄与しているもの |
|      | 眞野家住宅高塀                                    | 1894年（明治27年）築                                                  | 犬山市大字犬山字東古券57     | 2005年（平成17年） 2月9日   | 国土の歴史的景観に寄与しているもの |
|      | 旧磯部家住宅主屋                                  | 慶応年間築                                                            | 犬山市大字犬山字東古券72     | 2005年（平成17年） 2月9日   | 国土の歴史的景観に寄与しているもの |
|      | 旧磯部家住宅裏座敷                                | 大正時代築                                                            | 犬山市大字犬山字東古券72     | 2005年（平成17年） 2月9日   | 国土の歴史的景観に寄与しているもの |
|      | 旧磯部家住宅土蔵                                  | 1875年（明治8年）築                                                   | 犬山市大字犬山字東古券72     | 2005年（平成17年） 2月9日   | 国土の歴史的景観に寄与しているもの |
|      | 旧磯部家住宅奥土蔵                                | 1875年（明治8年）築                                                   | 犬山市大字犬山字東古券72     | 2005年（平成17年） 2月9日   | 国土の歴史的景観に寄与しているもの |
|      | 旧磯部家住宅物置                                  | 1875年（明治8年）築                                                   | 犬山市大字犬山字東古券72     | 2005年（平成17年） 2月9日   | 国土の歴史的景観に寄与しているもの |
|      | 小島家住宅主屋                                    | 1897年（明治30年）頃築                                                | 犬山市大字犬山字東古券633    | 2005年（平成17年） 2月9日   | 国土の歴史的景観に寄与しているもの |
|      | 小島家住宅座敷                                    | 1847年（弘化4年）築                                                   | 犬山市大字犬山字東古券633    | 2005年（平成17年） 2月9日   | 国土の歴史的景観に寄与しているもの |
|      | 小島家住宅南蔵                                    | 江戸時代末期築                                                        | 犬山市大字犬山字東古券633    | 2005年（平成17年） 2月9日   | 国土の歴史的景観に寄与しているもの |
|      | 小島家住宅北酒蔵及び北蔵                          | 江戸時代末期築                                                        | 犬山市大字犬山字東古券633    | 2005年（平成17年） 2月9日   | 国土の歴史的景観に寄与しているもの |
|      | 小島家住宅西酒蔵及び仕込場                        | 江戸時代末期築                                                        | 犬山市大字犬山字東古券633    | 2005年（平成17年） 2月9日   | 国土の歴史的景観に寄与しているもの |
|      | 小島家住宅寄付                                    | 江戸時代末期築                                                        | 犬山市大字犬山字東古券633    | 2005年（平成17年） 2月9日   | 国土の歴史的景観に寄与しているもの |
|      | 小島家住宅屋根塀                                  | 明治時代中期築                                                        | 犬山市大字犬山字東古券633    | 2005年（平成17年） 2月9日   | 国土の歴史的景観に寄与しているもの |
|      | 遠藤家住宅主屋                                    | 1900年（明治33年）築                                                  | 犬山市大字犬山字東古券662    | 2005年（平成17年） 2月9日   | 国土の歴史的景観に寄与しているもの |
|      | 伊藤家住宅主屋                                    | 江戸時代末期築                                                        | 犬山市大字犬山字東古券677    | 2005年（平成17年） 2月9日   | 国土の歴史的景観に寄与しているもの |
|      | 伊藤家住宅蔵                                      | 江戸時代末期築                                                        | 犬山市大字犬山字東古券677    | 2005年（平成17年） 2月9日   | 国土の歴史的景観に寄与しているもの |
|      | 寂光院本堂                                        | 1879年（明治12年）築                                                  | 犬山市大字継鹿尾字杉ノ段12   | 2005年（平成17年） 7月12日  | 造形の規範となっているもの         |
|      | 寂光院随求堂                                      | 1805年（文化2年）築                                                   | 犬山市大字継鹿尾字杉ノ段12   | 2005年（平成17年） 7月12日  | 造形の規範となっているもの         |
|      | 寂光院弁天堂                                      | 1820年（文政3年）築                                                   | 犬山市大字継鹿尾字杉ノ段12   | 2005年（平成17年） 7月12日  | 造形の規範となっているもの         |
|      | 寂光院山門                                        | 1836年（天保7年）築                                                   | 犬山市大字継鹿尾字杉ノ段12   | 2005年（平成17年） 7月12日  | 造形の規範となっているもの         |
|      | 堀部家住宅主屋                                    | 1883年（明治16年）築                                                  | 犬山市大字犬山字南古券272    | 2006年（平成18年） 3月27日  | 国土の歴史的景観に寄与しているもの |
|      | 堀部家住宅離座敷                                  | 大正時代築                                                            | 犬山市大字犬山字南古券272    | 2006年（平成18年） 3月27日  | 国土の歴史的景観に寄与しているもの |
|      | 堀部家住宅渡り廊                                  | 1893年（明治26年）頃築                                                | 犬山市大字犬山字南古券272    | 2006年（平成18年） 3月27日  | 国土の歴史的景観に寄与しているもの |
|      | 堀部家住宅土蔵                                    | 1893年（明治26年）築                                                  | 犬山市大字犬山字南古券272    | 2006年（平成18年） 3月27日  | 国土の歴史的景観に寄与しているもの |
|      | 堀部家住宅作業場                                  | 1893年（明治26年）頃築                                                | 犬山市大字犬山字南古券272    | 2006年（平成18年） 3月27日  | 国土の歴史的景観に寄与しているもの |
|      | 堀部家住宅高塀                                    | 昭和時代初期築                                                        | 犬山市大字犬山字南古券272    | 2006年（平成18年） 3月27日  | 国土の歴史的景観に寄与しているもの |
|      | 興禅寺本堂                                        | 1898年（明治31年）築                                                  | 犬山市大字羽黒字城屋敷16     | 2006年（平成18年） 8月3日   | 国土の歴史的景観に寄与しているもの |
|      | 興禅寺山門                                        | 1939年（昭和14年）築                                                  | 犬山市大字羽黒字城屋敷16     | 2006年（平成18年） 8月3日   | 造形の規範となっているもの         |
|      | 川村家住宅主屋                                    | 1938年（昭和13年）築                                                  | 犬山市大字犬山字東古券171-5  | 2006年（平成18年） 10月18日 | 造形の規範となっているもの         |
|      | 宮田家住宅對依軒                                  | 1935年（昭和10年）築                                                  | 犬山市大字犬山字東古券719    | 2006年（平成18年） 10月18日 | 造形の規範となっているもの         |
|      | 宮田家住宅蔵                                      | 1931年（昭和6年）築                                                   | 犬山市大字犬山字東古券719    | 2006年（平成18年） 10月18日 | 再現することが容易でないもの       |
|      | 宮田家住宅井戸屋形                                | 明治時代末期築                                                        | 犬山市大字犬山字東古券719    | 2006年（平成18年） 10月18日 | 国土の歴史的景観に寄与しているもの |
|      | 宮田家住宅塀                                      | 1931年（昭和6年）築                                                   | 犬山市大字犬山字東古券719    | 2006年（平成18年） 10月18日 | 国土の歴史的景観に寄与しているもの |
|      | 専念寺本堂                                        | 1673年（寛文13年）築 2004年（平成16年）改修                           | 犬山市大字犬山字西古券262    | 2007年（平成19年） 12月5日  | 造形の規範となっているもの         |
|      | 専念寺庫裏                                        | 1689年（元禄2年）築 2004年（平成16年）改修                            | 犬山市大字犬山字西古券262    | 2007年（平成19年） 12月5日  | 国土の歴史的景観に寄与しているもの |
|      | 常満寺山門                                        | 江戸時代末期築 1877年（明治10年）移築                                 | 犬山市大字犬山字西古券281    | 2007年（平成19年） 12月5日  | 国土の歴史的景観に寄与しているもの |
|      | 常満寺鐘楼                                        | 1796年（寛政8年）築                                                   | 犬山市大字犬山字西古券281    | 2007年（平成19年） 12月5日  | 国土の歴史的景観に寄与しているもの |
|      | 西蓮寺本堂                                        | 1760年（宝暦10年）築 1996年（平成8年）改修                            | 犬山市大字犬山字東古券539    | 2007年（平成19年） 12月5日  | 造形の規範となっているもの         |
|      | 西蓮寺庫裏                                        | 江戸時代後期築                                                        | 犬山市大字犬山字東古券539    | 2007年（平成19年） 12月5日  | 国土の歴史的景観に寄与しているもの |
|      | 西蓮寺山門                                        | 江戸時代後期築                                                        | 犬山市大字犬山字東古券539    | 2007年（平成19年） 12月5日  | 国土の歴史的景観に寄与しているもの |
|      | 西蓮寺蔵                                          | 明治時代築 1937年（昭和12年）改修                                     | 犬山市大字犬山字東古券539    | 2007年（平成19年） 12月5日  | 国土の歴史的景観に寄与しているもの |
|      | 西蓮寺書院                                        | 昭和時代初期築                                                        | 犬山市大字犬山字東古券539    | 2007年（平成19年） 12月5日  | 国土の歴史的景観に寄与しているもの |
|      | 浄誓寺本堂                                        | 1808年（文化5年）築 1995年（平成7年）改修                             | 犬山市大字犬山字東古券256    | 2007年（平成19年） 12月5日  | 造形の規範となっているもの         |
|      | 佐橋家住宅主屋                                    | 明治時代中期築                                                        | 犬山市大字犬山字東古券457    | 2007年（平成19年） 12月5日  | 国土の歴史的景観に寄与しているもの |
|      | 明治村芝川家住宅主屋                              | 1911年（明治44年）築 2007年（平成19年）移築                           | 犬山市字内山1                | 2008年（平成20年） 3月7日   | 造形の規範となっているもの         |
|      | 徳授寺本堂                                        | 1896年（明治29年）築 2006年（平成18年） （平成18年）改修              | 犬山市大字犬山字南古券232    | 2012年（平成24年） 8月13日  | 国土の歴史的景観に寄与しているもの |
|      | 徳授寺位牌堂                                      | 1934年（昭和9年）築 2006年（平成18年） （平成18年）改修               | 犬山市大字犬山字南古券232    | 2012年（平成24年） 8月13日  | 国土の歴史的景観に寄与しているもの |
|      | 徳授寺玄関                                        | 1934年（昭和9年）築                                                   | 犬山市大字犬山字南古券232    | 2012年（平成24年） 8月13日  | 国土の歴史的景観に寄与しているもの |
|      | 徳授寺鐘楼                                        | 1934年（昭和9年）築                                                   | 犬山市大字犬山字南古券232    | 2012年（平成24年） 8月13日  | 国土の歴史的景観に寄与しているもの |
|      | 徳授寺山門                                        | 江戸時代前期築                                                        | 犬山市大字犬山字南古券232    | 2012年（平成24年） 8月13日  | 国土の歴史的景観に寄与しているもの |
|      | 圓明寺本堂                                        | 江戸時代前期築 1689年（元禄2年）改修                                  | 犬山市大字犬山字東古券595    | 2012年（平成24年） 8月13日  | 国土の歴史的景観に寄与しているもの |
|      | 圓明寺僧寮                                        | 明治時代中期築                                                        | 犬山市大字犬山字東古券595    | 2012年（平成24年） 8月13日  | 国土の歴史的景観に寄与しているもの |
|      | 圓明寺庫裏                                        | 江戸時代末期築 明治時代中期移築                                       | 犬山市大字犬山字東古券595    | 2012年（平成24年） 8月13日  | 国土の歴史的景観に寄与しているもの |
|      | 圓明寺鐘楼                                        | 江戸時代中期築                                                        | 犬山市大字犬山字東古券595    | 2012年（平成24年） 8月13日  | 国土の歴史的景観に寄与しているもの |
|      | 圓明寺山門                                        | 1937年（昭和12年）築                                                  | 犬山市大字犬山字東古券595    | 2012年（平成24年） 8月13日  | 国土の歴史的景観に寄与しているもの |
|      | 祥雲寺本堂                                        | 1934年（昭和9年）築                                                   | 犬山市大字犬山字南古券5-1    | 2012年（平成24年） 8月13日  | 国土の歴史的景観に寄与しているもの |
|      | 祥雲寺弘法堂                                      | 1909年（明治42年）築                                                  | 犬山市大字犬山字南古券5-1    | 2012年（平成24年） 8月13日  | 国土の歴史的景観に寄与しているもの |
|      | 祥雲寺鐘楼                                        | 明治時代後期築                                                        | 犬山市大字犬山字南古券5-1    | 2012年（平成24年） 8月13日  | 国土の歴史的景観に寄与しているもの |
|      | 大島家住宅茶室                                    | 1826年（文政9年）築 明治時代移築 1986年（昭和61年）曳家               | 犬山市大字犬山字西古券21-1他 | 2013年（平成25年） 3月29日  | 国土の歴史的景観に寄与しているもの |
|      | 吉野家住宅主屋                                    | 1911年（明治44年）築                                                  | 犬山市大字羽黒字成海郷70     | 2013年（平成25年） 3月29日  | 国土の歴史的景観に寄与しているもの |
|      | 吉野家住宅離れ                                    | 1884年（明治17年）築                                                  | 犬山市大字羽黒字成海郷70     | 2013年（平成25年） 3月29日  | 国土の歴史的景観に寄与しているもの |
|      | 吉野家住宅新座敷                                  | 1955年（昭和30年）頃築                                                | 犬山市大字羽黒字成海郷70     | 2013年（平成25年） 3月29日  | 国土の歴史的景観に寄与しているもの |
|      | 吉野家住宅庭門及び土塀                            | 大正時代頃築                                                          | 犬山市大字羽黒字成海郷70     | 2013年（平成25年） 3月29日  | 国土の歴史的景観に寄与しているもの |
|      | 吉野家住宅土蔵                                    | 江戸時代末期築                                                        | 犬山市大字羽黒字成海郷70     | 2013年（平成25年） 3月29日  | 国土の歴史的景観に寄与しているもの |
|      | 旧加茂郡銀行羽黒支店                              | 1907年（明治40年）頃築 1933年（昭和8年）頃曳家 1999年（平成11年）移築 | 犬山市大字羽黒字古市場53-1   | 2013年（平成25年） 3月29日  | 造形の規範となっているもの         |
|      | 旧小守家住宅主屋                                  | 1923年（大正12年）築 1959年（昭和34年）頃改修 2010年（平成22年）改修  | 犬山市大字犬山字東古券498    | 2015年（平成27年） 8月4日   | 国土の歴史的景観に寄与しているもの |
|      | 鳴海杻神社本殿                                    | 1917年（大正6年）築                                                   | 犬山市大字羽黒字成海郷109他  | 2024年（令和6年） 3月6日    | 造形の規範となっているもの         |
|      | 鳴海杻神社祭文殿                                  | 1917年（大正6年）頃築                                                 | 犬山市大字羽黒字成海郷109他  | 2024年（令和6年） 3月6日    | 国土の歴史的景観に寄与しているもの |
|      | 鳴海杻神社拝殿                                    | 1917年（大正6年）頃築                                                 | 犬山市大字羽黒字成海郷109他  | 2024年（令和6年） 3月6日    | 国土の歴史的景観に寄与しているもの |
|      | 鳴海杻神社社務所                                  | 1917年（大正6年）頃築                                                 | 犬山市大字羽黒字成海郷109他  | 2024年（令和6年） 3月6日    | 国土の歴史的景観に寄与しているもの |
|      | 鳴海杻神社弁天堂                                  | 元治2年（1865年）築                                                   | 犬山市大字羽黒字成海郷109他  | 2024年（令和6年） 3月6日    | 国土の歴史的景観に寄与しているもの |
|      | 鳴海杻神社藩塀                                    | 1917年（大正6年）頃築                                                 | 犬山市大字羽黒字成海郷109他  | 2024年（令和6年） 3月6日    | 国土の歴史的景観に寄与しているもの |

### 岩倉市
なし。

### 大口町
なし。

### 大治町
| 画像 | 名称           | 年代                                                        | 所在地                        | 登録年月日                 | 登録基準                           |
| ---- | -------------- | ----------------------------------------------------------- | ----------------------------- | -------------------------- | ---------------------------------- |
|      | 明眼院旧多宝塔 | 1649年（慶安2年）築 明治時代中期改修 1970年（昭和45年）改修 | 海部郡大治町大字馬島字北割114 | 2014年（平成26年） 10月7日 | 国土の歴史的景観に寄与しているもの |

### 大府市
| 画像 | 名称                                  | 年代                                          | 所在地                  | 登録年月日                | 登録基準                           |
| ---- | ------------------------------------- | --------------------------------------------- | ----------------------- | ------------------------- | ---------------------------------- |
|      | 大倉公園休憩棟 （旧大倉和親別荘離れ） | 1922年（大正11年）頃築 2008年（平成20年）改修 | 大府市桃山町5-77他      | 2015年（平成27年） 8月4日 | 国土の歴史的景観に寄与しているもの |
|      | 大倉公園茅葺門 （旧大倉和親別荘表門） | 1922年（大正11年）頃築 1979年（昭和54年）     | 大府市桃山町5-74他      | 2015年（平成27年） 8月4日 | 国土の歴史的景観に寄与しているもの |
|      | 明神樋門                              | 1901年（明治34年）築                          | 大府市横根町惣作263地先 | 2021年（令和3年） 2月4日  | 再現することが容易でないもの       |
|      | 明神川逆水樋門                        | 1916年（大正5年）築                           | 大府市横根町惣作263地先 | 2021年（令和3年） 2月4日  | 再現することが容易でないもの       |

### 尾張旭市
| 画像 | 名称                                      | 年代                                                              | 所在地                       | 登録年月日                 | 登録基準                           |
| ---- | ----------------------------------------- | ----------------------------------------------------------------- | ---------------------------- | -------------------------- | ---------------------------------- |
|      | 旭サナック本館 （旧旭兵器製造本社事務棟） | 1939年（昭和14年）築                                              | 尾張旭市旭前町新田洞5050     | 2004年（平成16年） 6月9日  | 造形の規範となっているもの         |
|      | どうだん亭 （旧浅井家住宅離れ）           | 1942年（昭和17年）築 1967年（昭和42年）移築 1997年（平成9年）改修 | 尾張旭市霞ヶ丘町南298他      | 2008年（平成20年） 4月18日 | 造形の規範となっているもの         |
|      | 三宅家住宅主屋                            | 明治時代前期築 1948年（昭和23年）改修                             | 尾張旭市西大道町五輪塚3676   | 2022年（令和4年） 2月17日  | 国土の歴史的景観に寄与しているもの |
|      | 三宅家住宅蔵                              | 明治時代前期築 2019年（令和元年）改修                             | 尾張旭市西大道町五輪塚3676   | 2022年（令和4年） 2月17日  | 国土の歴史的景観に寄与しているもの |
|      | 三宅家住宅庭門及び塀                      | 明治時代前期築                                                    | 尾張旭市西大道町五輪塚3676-1 | 2022年（令和4年） 2月17日  | 国土の歴史的景観に寄与しているもの |

### 春日井市
| 画像 | 名称                 | 年代                                        | 所在地                       | 登録年月日                  | 登録基準                     |
| ---- | -------------------- | ------------------------------------------- | ---------------------------- | --------------------------- | ---------------------------- |
|      | 旧中央線玉野第三隧道 | 1900年（明治33年）築                        | 春日井市玉野町字東谷1664-1他 | 2016年（平成28年） 11月29日 | 再現することが容易でないもの |
|      | 旧中央線玉野第四隧道 | 1900年（明治33年）築                        | 春日井市玉野町字東谷1667-1他 | 2016年（平成28年） 11月29日 | 再現することが容易でないもの |
|      | 旧中央線笠石洞暗渠   | 1900年（明治33年）築 1957年（昭和32年）改修 | 春日井市木附町字隠山ニ39-2   | 2016年（平成28年） 11月29日 | 再現することが容易でないもの |

### 蟹江町
| 画像 | 名称                 | 年代                                                              | 所在地                    | 登録年月日                  | 登録基準                           |
| ---- | -------------------- | ----------------------------------------------------------------- | ------------------------- | --------------------------- | ---------------------------------- |
|      | 甘強味淋旧本社事務所 | 1937年（昭和12年）築                                              | 海部郡蟹江町城4-1地先内法 | 2005年（平成17年） 11月10日 | 国土の歴史的景観に寄与しているもの |
|      | 甘強味淋工場         | 1877年（明治10年）築 1906年（明治39年）増築 1913年（大正2年）増築 | 海部郡蟹江町城4-1         | 2005年（平成17年） 11月10日 | 国土の歴史的景観に寄与しているもの |
|      | 甘強味淋住宅主屋     | 1923年（大正12年）築 1937年（昭和12年）増改造                     | 海部郡蟹江町城4-1         | 2005年（平成17年） 11月10日 | 造形の規範となっているもの         |
|      | 甘強味淋住宅土蔵     | 1923年（大正12年）築                                              | 海部郡蟹江町城4-1         | 2005年（平成17年） 11月10日 | 造形の規範となっているもの         |
|      | 山口家住宅主屋       | 江戸時代後期築 明治時代改修                                       | 海部郡蟹江町城4-215       | 2011年（平成23年） 1月26日  | 造形の規範となっているもの         |
|      | 山口家住宅茶室       | 1893年（明治26年）築                                              | 海部郡蟹江町城4-215       | 2011年（平成23年） 1月26日  | 造形の規範となっているもの         |
|      | 山口家住宅表門       | 1908年（明治41年）築                                              | 海部郡蟹江町城4-215       | 2011年（平成23年） 1月26日  | 国土の歴史的景観に寄与しているもの |

### 北名古屋市
| 画像 | 名称               | 年代           | 所在地                      | 登録年月日                  | 登録基準                           |
| ---- | ------------------ | -------------- | --------------------------- | --------------------------- | ---------------------------------- |
|      | 旧加藤家住宅長屋門 | 明治時代初期築 | 北名古屋市六ッ師南屋敷704-1 | 1999年（平成11年） 11月18日 | 国土の歴史的景観に寄与しているもの |
|      | 旧加藤家住宅主屋   | 明治10年代築   | 北名古屋市六ッ師南屋敷704-1 | 1999年（平成11年） 11月18日 | 国土の歴史的景観に寄与しているもの |
|      | 旧加藤家住宅離れ   | 昭和時代初期築 | 北名古屋市六ッ師南屋敷704-1 | 1999年（平成11年） 11月18日 | 国土の歴史的景観に寄与しているもの |
|      | 旧加藤家住宅中門   | 明治10年代築   | 北名古屋市六ッ師南屋敷704-1 | 1999年（平成11年） 11月18日 | 国土の歴史的景観に寄与しているもの |
|      | 旧加藤家住宅土蔵   | 明治10年代築   | 北名古屋市六ッ師南屋敷704-1 | 1999年（平成11年） 11月18日 | 国土の歴史的景観に寄与しているもの |
|      | 旧加藤家住宅北高塀 | 昭和時代初期築 | 北名古屋市六ッ師南屋敷704-1 | 1999年（平成11年） 11月18日 | 国土の歴史的景観に寄与しているもの |

### 清須市
| 画像 | 名称           | 年代                 | 所在地                   | 登録年月日                | 登録基準                   |
| ---- | -------------- | -------------------- | ------------------------ | ------------------------- | -------------------------- |
|      | 柴田家住宅主屋 | 1896年（明治29年）築 | 清須市西枇把島町辰新田65 | 2006年（平成18年） 8月3日 | 造形の規範となっているもの |

### 江南市
| 画像 | 名称         | 年代                                       | 所在地                | 登録年月日                 | 登録基準                           |
| ---- | ------------ | ------------------------------------------ | --------------------- | -------------------------- | ---------------------------------- |
|      | 滝学園本館   | 1926年（昭和元年）築                       | 江南市東野町米野1     | 2001年（平成13年） 8月28日 | 国土の歴史的景観に寄与しているもの |
|      | 滝学園講堂   | 1933年（昭和8年）築                        | 江南市東野町米野1     | 2001年（平成13年） 8月28日 | 国土の歴史的景観に寄与しているもの |
|      | 報光寺本堂   | 1855年（安政2年）築 1960年（昭和35年）改修 | 江南市古知野町本郷114 | 2011年（平成23年） 1月26日 | 造形の規範となっているもの         |
|      | 滝学園図書館 | 1933年（昭和8年）築 1965年（昭和40年）増築 | 江南市東野町米野1     | 2017年（平成29年） 6月28日 | 造形の規範となっているもの         |

### 小牧市
| 画像 | 名称                                                    | 年代                | 所在地              | 登録年月日                 | 登録基準                           |
| ---- | ------------------------------------------------------- | ------------------- | ------------------- | -------------------------- | ---------------------------------- |
|      | 愛知県立小牧高等学校正門門柱 （旧愛知県小牧中学校正門） | 1929年（昭和4年）築 | 小牧市小牧一丁目321 | 2017年（平成29年） 6月28日 | 国土の歴史的景観に寄与しているもの |

### 瀬戸市
| 画像 | 名称               | 年代                                       | 所在地           | 登録年月日                  | 登録基準                           |
| ---- | ------------------ | ------------------------------------------ | ---------------- | --------------------------- | ---------------------------------- |
|      | 雲興寺鐘楼         | 1810年（文化7年）築                        | 瀬戸市白坂町131  | 2005年（平成17年） 12月26日 | 造形の規範となっているもの         |
|      | 瀬戸永泉教会礼拝堂 | 1900年（明治33年）築 1930年（昭和5年）改修 | 瀬戸市杉塚町5    | 2010年（平成22年） 4月28日  | 造形の規範となっているもの         |
|      | 旧山繁商店離れ     | 1889年（明治22年）築                       | 瀬戸市仲切町23他 | 2015年（平成27年） 11月17日 | 国土の歴史的景観に寄与しているもの |
|      | 旧山繁商店事務所   | 1947年（昭和22年）築                       | 瀬戸市仲切町23他 | 2015年（平成27年） 11月17日 | 国土の歴史的景観に寄与しているもの |
|      | 旧山繁商店旧事務所 | 1914年（大正3年）築 1995年（平成7年）改修  | 瀬戸市仲切町23他 | 2015年（平成27年） 11月17日 | 国土の歴史的景観に寄与しているもの |
|      | 旧山繁商店土蔵     | 1903年（明治36年）築                       | 瀬戸市仲切町23他 | 2015年（平成27年） 11月17日 | 国土の歴史的景観に寄与しているもの |
|      | 旧山繁商店新小屋   | 1914年（大正3年）築                        | 瀬戸市仲切町23他 | 2015年（平成27年） 11月17日 | 国土の歴史的景観に寄与しているもの |
|      | 旧山繁商店前倉庫   | 昭和時代前期築                             | 瀬戸市仲切町23他 | 2015年（平成27年） 11月17日 | 国土の歴史的景観に寄与しているもの |
|      | 旧山繁商店中倉庫   | 1947年（昭和22年）築                       | 瀬戸市仲切町23他 | 2015年（平成27年） 11月17日 | 国土の歴史的景観に寄与しているもの |
|      | 旧山繁商店奥倉庫   | 1950年（昭和25年）築                       | 瀬戸市仲切町23他 | 2015年（平成27年） 11月17日 | 国土の歴史的景観に寄与しているもの |
|      | 旧山繁商店塀       | 明治時代中期築                             | 瀬戸市仲切町23他 | 2015年（平成27年） 11月17日 | 国土の歴史的景観に寄与しているもの |
|      | 大目神社本殿       | 文化2年（1805年）築 1977年（昭和52年）改修 | 瀬戸市巡間町1    | 2024年（令和6年） 3月6日    | 造形の規範となっているもの         |

### 武豊町
| 画像 | 名称                 | 年代                                                                                         | 所在地                  | 登録年月日                  | 登録基準                           |
| ---- | -------------------- | -------------------------------------------------------------------------------------------- | ----------------------- | --------------------------- | ---------------------------------- |
|      | 旧国鉄武豊港駅転車台 | 1927年（昭和2年）築 2002年（平成14年）改修                                                   | 知多郡武豊町字道仙田9-8 | 2009年（平成21年） 1月8日   | 再現することが容易でないもの       |
|      | 三井家住宅主屋       | 江戸時代後期築 江戸時代末期改修                                                              | 知多郡武豊町字上ケ2     | 2015年（平成27年） 11月17日 | 国土の歴史的景観に寄与しているもの |
|      | 三井家住宅奥座敷     | 明治時代前期築                                                                               | 知多郡武豊町字上ケ2     | 2015年（平成27年） 11月17日 | 国土の歴史的景観に寄与しているもの |
|      | 三井家住宅南土蔵     | 1750年（寛延3年）築                                                                          | 知多郡武豊町字上ケ2     | 2015年（平成27年） 11月17日 | 国土の歴史的景観に寄与しているもの |
|      | 三井家住宅北土蔵     | 1875年（明治8年）築                                                                          | 知多郡武豊町字上ケ2     | 2015年（平成27年） 11月17日 | 国土の歴史的景観に寄与しているもの |
|      | 三井家住宅表門       | 明治時代後期築                                                                               | 知多郡武豊町字上ケ2     | 2015年（平成27年） 11月17日 | 国土の歴史的景観に寄与しているもの |
|      | 中定商店大五蔵       | 1916年（大正5年）築 1966年（昭和41年）改修 1973年（昭和48年）改改修 1987年（昭和62年）改修   | 知多郡武豊町字小迎51    | 2016年（平成28年） 11月29日 | 国土の歴史的景観に寄与しているもの |
|      | 中定商店昭二蔵       | 1927年（昭和2年）頃築 昭和時代中期改修 1985年（昭和60年）改修                                | 知多郡武豊町字小迎51    | 2016年（平成28年） 11月29日 | 国土の歴史的景観に寄与しているもの |
|      | 中定商店昭三蔵       | 1928年（昭和3年）頃築 1945年（昭和20年）頃改修 1988年（昭和63年）改修 2000年（平成12年）改修 | 知多郡武豊町字小迎51    | 2016年（平成28年） 11月29日 | 国土の歴史的景観に寄与しているもの |

### 知多市
| 画像 | 名称                               | 年代                                       | 所在地               | 登録年月日                  | 登録基準                           |
| ---- | ---------------------------------- | ------------------------------------------ | -------------------- | --------------------------- | ---------------------------------- |
|      | 知多岡田簡易郵便局                 | 1902年（明治35年）築 昭和時代前期改修      | 知多市岡田字中谷8    | 2013年（平成25年） 3月29日  | 国土の歴史的景観に寄与しているもの |
|      | 木綿蔵ちた（旧竹内虎王商店木綿蔵） | 大正時代前期築                             | 知多市岡田字中谷9    | 2014年（平成26年） 4月25日  | 国土の歴史的景観に寄与しているもの |
|      | 旧岡田医院主屋                     | 1929年（昭和4年）頃築                      | 知多市岡田字開戸24   | 2015年（平成27年） 11月17日 | 国土の歴史的景観に寄与しているもの |
|      | 旧岡田医院診療所棟                 | 1929年（昭和4年）頃築                      | 知多市岡田字開戸24   | 2015年（平成27年） 11月17日 | 国土の歴史的景観に寄与しているもの |
|      | 旧岡田医院蔵                       | 1931年（昭和6年）頃築                      | 知多市岡田字開戸24   | 2015年（平成27年） 11月17日 | 国土の歴史的景観に寄与しているもの |
|      | 旧岡田医院道具蔵                   | 1929年（昭和4年）頃築                      | 知多市岡田字開戸24   | 2015年（平成27年） 11月17日 | 国土の歴史的景観に寄与しているもの |
|      | 旧岡田医院給水塔                   | 1929年（昭和4年）頃築                      | 知多市岡田字開戸24   | 2015年（平成27年） 11月17日 | 国土の歴史的景観に寄与しているもの |
|      | 旧岡田医院塀                       | 1929年（昭和4年）頃築                      | 知多市岡田字開戸24   | 2015年（平成27年） 11月17日 | 国土の歴史的景観に寄与しているもの |
|      | 旧中七木綿本店主屋（旧事務所）     | 1914年（大正3年）築 1945年（昭和20年）移築 | 知多市岡田字開戸28-1 | 2017年（平成29年） 6月28日  | 造形の規範となっているもの         |
|      | 旧中七木綿本店南蔵                 | 1914年（大正3年）頃築                      | 知多市岡田字開戸28-1 | 2017年（平成29年） 6月28日  | 国土の歴史的景観に寄与しているもの |
|      | 旧中七木綿本店長屋門               | 1914年（大正3年）頃築                      | 知多市岡田字開戸28-1 | 2017年（平成29年） 6月28日  | 国土の歴史的景観に寄与しているもの |
|      | 旧中七木綿本店塀                   | 1914年（大正3年）頃築                      | 知多市岡田字開戸28-1 | 2017年（平成29年） 6月28日  | 国土の歴史的景観に寄与しているもの |
|      | 旧中七木綿本店作業所・寄宿舎       | 1914年（大正3年）頃築                      | 知多市岡田字開戸28   | 2017年（平成29年） 6月28日  | 国土の歴史的景観に寄与しているもの |
|      | 旧中七木綿本店北蔵                 | 1914年（大正3年）頃築                      | 知多市岡田字開戸28   | 2017年（平成29年） 6月28日  | 国土の歴史的景観に寄与しているもの |

### 津島市
| 画像 | 名称                                                    | 年代                                        | 所在地               | 登録年月日                  | 登録基準                           |
| ---- | ------------------------------------------------------- | ------------------------------------------- | -------------------- | --------------------------- | ---------------------------------- |
|      | 旧津島信用金庫本店                                      | 1929年（昭和4年）築                         | 津島市本町1-52-1     | 2006年（平成18年） 3月27日  | 造形の規範となっているもの         |
|      | 寳泉寺書院 （旧服部家住宅書院）                         | 明治時代築 1930年（昭和5年）移築            | 津島市池麩町2        | 2008年（平成20年） 10月23日 | 造形の規範となっているもの         |
|      | 伊藤家住宅茶席水鶏庵                                    | 1868年（明治元年）築 1948年（昭和23年）移築 | 津島市橘町4-85       | 2009年（平成21年） 4月28日  | 造形の規範となっているもの         |
|      | 伊藤家住宅腰掛待合                                      | 1948年（昭和23年）築                        | 津島市橘町4-84       | 2009年（平成21年） 4月28日  | 造形の規範となっているもの         |
|      | 旧堀田廣之家住宅主屋                                    | 1912年（明治45年）築                        | 津島市祢宜町68       | 2016年（平成28年） 11月29日 | 造形の規範となっているもの         |
|      | 旧堀田廣之家住宅蔵                                      | 1912年（明治45年）築                        | 津島市祢宜町68       | 2016年（平成28年） 11月29日 | 国土の歴史的景観に寄与しているもの |
|      | 旧堀田廣之家住宅門                                      | 1912年（明治45年）築                        | 津島市祢宜町68       | 2016年（平成28年） 11月29日 | 国土の歴史的景観に寄与しているもの |
|      | 旧堀田廣之家住宅煉瓦塀                                  | 1912年（明治45年）築                        | 津島市祢宜町68       | 2016年（平成28年） 11月29日 | 国土の歴史的景観に寄与しているもの |
|      | 旧堀田廣之家住宅板塀                                    | 1912年（明治45年）築                        | 津島市祢宜町68       | 2016年（平成28年） 11月29日 | 国土の歴史的景観に寄与しているもの |
|      | 愛知県立津島高等学校正門門柱 （旧愛知県津島中学校正門） | 1923年（大正12年）頃築                      | 津島市宮川町三丁目80 | 2017年（平成29年） 6月28日  | 国土の歴史的景観に寄与しているもの |

### 東海市
| 画像 | 名称                               | 年代                                                                | 所在地                   | 登録年月日               | 登録基準                           |
| ---- | ---------------------------------- | ------------------------------------------------------------------- | ------------------------ | ------------------------ | ---------------------------------- |
|      | 久野家住宅（愛山居）主屋           | 1925年（大正14年）築 1930年（昭和5年）頃増築 1972年（昭和47年）改修 | 東海市加木屋町愛敬83-1他 | 2024年（令和6年） 3月6日 | 造形の規範となっているもの         |
|      | 久野家住宅（愛山居）門柱           | 大正後期築                                                          | 東海市加木屋町愛敬83-1他 | 2024年（令和6年） 3月6日 | 再現することが容易でないもの       |
|      | 久野家住宅（愛山居）庭門           | 大正後期築                                                          | 東海市加木屋町愛敬83-1他 | 2024年（令和6年） 3月6日 | 再現することが容易でないもの       |
|      | 守隨家住宅（旧山田家住宅）石積護岸 | 大正前期 1973年（昭和48年）改修 2022年（令和4年）改修               | 東海市名和町砂崎86       | 2024年（令和6年） 3月6日 | 国土の歴史的景観に寄与しているもの |

### 東郷町
なし。

### 常滑市
| 画像 | 名称                                                 | 年代                 | 所在地            | 登録年月日                | 登録基準                           |
| ---- | ---------------------------------------------------- | -------------------- | ----------------- | ------------------------- | ---------------------------------- |
|      | 窯のある広場・資料館 （倒焔式角窯）                  | 1921年（大正10年）築 | 常滑市奥栄町1-115 | 1997年（平成9年） 6月12日 | 国土の歴史的景観に寄与しているもの |
|      | 窯のある広場・資料館煙突                             | 1921年（大正10年）築 | 常滑市奥栄町1-115 | 1997年（平成9年） 6月12日 | 国土の歴史的景観に寄与しているもの |
|      | 旧常滑市立陶芸研究所（とこなめ陶の森陶芸研究所）正門 | 1961年（昭和36年）築 | 常滑市奥条7-22    | 2023年（令和5年） 8月7日  | 造形の規範となっているもの         |
|      | 旧常滑市立陶芸研究所（とこなめ陶の森陶芸研究所）本館 | 1961年（昭和36年）築 | 常滑市奥条7-22    | 2023年（令和5年） 8月7日  | 造形の規範となっているもの         |

### 飛島村
なし。

### 豊明市
なし。

### 豊山町
なし。

### 長久手市
なし。

### 日進市
| 画像 | 名称             | 年代                | 所在地              | 登録年月日                  | 登録基準                           |
| ---- | ---------------- | ------------------- | ------------------- | --------------------------- | ---------------------------------- |
|      | 旧市川家住宅主屋 | 1769年（明和6年）築 | 日進市野方町東島384 | 2013年（平成25年） 12月24日 | 国土の歴史的景観に寄与しているもの |

### 半田市
| 画像 | 名称                                                                | 年代                                                                 | 所在地                  | 登録年月日                 | 登録基準                           |
| ---- | ------------------------------------------------------------------- | -------------------------------------------------------------------- | ----------------------- | -------------------------- | ---------------------------------- |
|      | 半田赤レンガ建物（旧カブトビール工場） 創建時主棟                   | 1898年（明治31年）築                                                 | 半田市榎下町8           | 2004年（平成16年） 7月23日 | 造形の規範となっているもの         |
|      | 半田赤レンガ建物（旧カブトビール工場） ハーフティンバー棟           | 1898年（明治31年）築                                                 | 半田市榎下町8           | 2004年（平成16年） 7月23日 | 造形の規範となっているもの         |
|      | 半田赤レンガ建物（旧カブトビール工場） 貯蔵庫棟                     | 1908年（明治41年）築 1918年（大正7年）増築 1921年（大正10年）増築    | 半田市榎下町8           | 2004年（平成16年） 7月23日 | 造形の規範となっているもの         |
|      | 愛知県立半田商業高等学校正門門柱 （旧愛知県知多郡立高等女学校正門） | 1921年（大正10年）築 1995年（平成7年）改修 2008年（平成20年）移設    | 半田市白山町二丁目30    | 2017年（平成29年） 6月28日 | 造形の規範となっているもの         |
|      | 旧愛知県半田中学校武道場 （七中記念館）                             | 1924年（大正13年）築 1950年（昭和25年）改修 2018年（平成30年）改修   | 半田市出口町一丁目30    | 2022年（令和4年） 6月29日  | 造形の規範となっているもの         |
|      | 旧伊東合資会社主屋                                                  | 江戸時代末期築 明治時代中期増築 1913年（大正2年）増築                | 半田市亀崎町九丁目111他 | 2022年（令和4年） 10月31日 | 造形の規範となっているもの         |
|      | 旧伊東合資会社新座敷                                                | 明治時代中期築                                                       | 半田市亀崎町九丁目111他 | 2022年（令和4年） 10月31日 | 造形の規範となっているもの         |
|      | 旧伊東合資会社本土蔵                                                | 江戸時代末期築                                                       | 半田市亀崎町九丁目111他 | 2022年（令和4年） 10月31日 | 造形の規範となっているもの         |
|      | 旧中埜半六邸主屋                                                    | 1889年（明治22年）頃築 1951年（昭和26年）改修 2015年（平成27年）改修 | 半田市中村町1丁目7      | 2024年（令和6年） 3月6日   | 造形の規範となっているもの         |
|      | 間瀬家住宅（作右衛門屋敷）主屋                                      | 1885年（明治17年）頃築 1932年（昭和7年）増築 2023年（令和5年）改修   | 半田市亀崎町6丁目83-1他 | 2024年（令和6年） 3月6日   | 造形の規範となっているもの         |
|      | 間瀬家住宅（作右衛門屋敷）土蔵                                      | 明治時代中期築                                                       | 半田市亀崎町6丁目83-1他 | 2024年（令和6年） 3月6日   | 国土の歴史的景観に寄与しているもの |

### 東浦町
なし。

### 扶桑町
| 画像 | 名称           | 年代                                         | 所在地                           | 登録年月日                 | 登録基準                           |
| ---- | -------------- | -------------------------------------------- | -------------------------------- | -------------------------- | ---------------------------------- |
|      | 覚王寺本堂     | 1814年（文化11年）築                         | 丹羽郡扶桑町大字高雄字南屋敷135  | 2005年（平成17年） 7月12日 | 造形の規範となっているもの         |
|      | 覚王寺庫裏     | 1840年（天保11年）築                         | 丹羽郡扶桑町大字高雄字南屋敷135  | 2005年（平成17年） 7月12日 | 造形の規範となっているもの         |
|      | 覚王寺大日堂   | 1794年（寛政6年）築                          | 丹羽郡扶桑町大字高雄字南屋敷135  | 2005年（平成17年） 7月12日 | 造形の規範となっているもの         |
|      | 覚王寺鐘楼     | 1934年（昭和9年）築                          | 丹羽郡扶桑町大字高雄字南屋敷135  | 2005年（平成17年） 7月12日 | 造形の規範となっているもの         |
|      | 覚王寺山門     | 1902年（明治35年）築                         | 丹羽郡扶桑町大字高雄字南屋敷135  | 2005年（平成17年） 7月12日 | 国土の歴史的景観に寄与しているもの |
|      | 川田家住宅主屋 | 1891年（明治24年）頃築 1917年（大正6年）移築 | 丹羽郡扶桑町大字南山名字前ノ前49 | 2018年（平成30年） 11月2日 | 国土の歴史的景観に寄与しているもの |

### 南知多町
| 画像 | 名称                           | 年代                                         | 所在地                         | 登録年月日                 | 登録基準                           |
| ---- | ------------------------------ | -------------------------------------------- | ------------------------------ | -------------------------- | ---------------------------------- |
|      | 旧内田佐平二家住宅主屋         | 1872年（明治5年）頃築 2014年（平成26年）改修 | 知多郡南知多町大字内海字南側55 | 2018年（平成30年） 11月2日 | 国土の歴史的景観に寄与しているもの |
|      | 旧内田佐平二家住宅土蔵         | 1872年（明治5年）頃築 2013年（平成25年）改修 | 知多郡南知多町大字内海字南側55 | 2018年（平成30年） 11月2日 | 国土の歴史的景観に寄与しているもの |
|      | 旧内田佐平二家住宅隠居屋       | 明治時代前期築 2013年（平成25年）改修        | 知多郡南知多町大字内海字南側55 | 2018年（平成30年） 11月2日 | 国土の歴史的景観に寄与しているもの |
|      | 旧内田佐平二家住宅表門及び納屋 | 1872年（明治5年）頃築 2011年（平成23年）改修 | 知多郡南知多町大字内海字南側55 | 2018年（平成30年） 11月2日 | 国土の歴史的景観に寄与しているもの |
|      | 旧内田佐平二家住宅透塀         | 明治時代前期築 2013年（平成25年）改修        | 知多郡南知多町大字内海字南側55 | 2018年（平成30年） 11月2日 | 国土の歴史的景観に寄与しているもの |

### 美浜町
| 画像 | 名称             | 年代                                        | 所在地                           | 登録年月日                  | 登録基準                           |
| ---- | ---------------- | ------------------------------------------- | -------------------------------- | --------------------------- | ---------------------------------- |
|      | 野間郵便局旧局舎 | 1931年（昭和6年）築                         | 知多郡美浜町大字野間字須賀91-1他 | 2015年（平成27年） 11月17日 | 国土の歴史的景観に寄与しているもの |
|      | 野間埼灯台       | 1921年（大正10年）築 1999年（平成11年）改修 | 知多郡美浜町大字小野浦字岩成20-1 | 2022年（令和4年） 6月29日   | 国土の歴史的景観に寄与しているもの |

## 三河地方

### 安城市
| 画像 | 名称                                                        | 年代                                                                  | 所在地               | 登録年月日                 | 登録基準                           |
| ---- | ----------------------------------------------------------- | --------------------------------------------------------------------- | -------------------- | -------------------------- | ---------------------------------- |
|      | 神谷家住宅座敷                                              | 明治時代前期築 大正時代増築                                           | 安城市和泉町上之切13 | 2008年（平成20年） 4月18日 | 国土の歴史的景観に寄与しているもの |
|      | 神谷家住宅奥座敷                                            | 明治時代末期築                                                        | 安城市和泉町上之切13 | 2008年（平成20年） 4月18日 | 国土の歴史的景観に寄与しているもの |
|      | 神谷家住宅左官部屋及び炭部屋                                | 1905年（明治38年）頃築                                                | 安城市和泉町上之切13 | 2008年（平成20年） 4月18日 | 国土の歴史的景観に寄与しているもの |
|      | 神谷家住宅渡り                                              | 1905年（明治38年）頃築                                                | 安城市和泉町上之切13 | 2008年（平成20年） 4月18日 | 国土の歴史的景観に寄与しているもの |
|      | 神谷家住宅米蔵                                              | 明治時代中期築                                                        | 安城市和泉町上之切13 | 2008年（平成20年） 4月18日 | 国土の歴史的景観に寄与しているもの |
|      | 神谷家住宅雑穀蔵                                            | 明治時代中期築                                                        | 安城市和泉町上之切13 | 2008年（平成20年） 4月18日 | 国土の歴史的景観に寄与しているもの |
|      | 神谷家住宅奥の蔵                                            | 明治時代中期築                                                        | 安城市和泉町上之切13 | 2008年（平成20年） 4月18日 | 国土の歴史的景観に寄与しているもの |
|      | 神谷家住宅宝蔵                                              | 大正時代前期築                                                        | 安城市和泉町上之切13 | 2008年（平成20年） 4月18日 | 国土の歴史的景観に寄与しているもの |
|      | 神谷家住宅横屋                                              | 明治時代前期築                                                        | 安城市和泉町上之切13 | 2008年（平成20年） 4月18日 | 国土の歴史的景観に寄与しているもの |
|      | 神谷家住宅井戸屋形                                          | 明治時代後期築 昭和時代前期増築                                       | 安城市和泉町上之切13 | 2008年（平成20年） 4月18日 | 国土の歴史的景観に寄与しているもの |
|      | 神谷家住宅釜屋及び物置                                      | 明治時代前期築 昭和時代前期増築                                       | 安城市和泉町上之切13 | 2008年（平成20年） 4月18日 | 国土の歴史的景観に寄与しているもの |
|      | 神谷家住宅味噌蔵及び書庫                                    | 大正時代前期築                                                        | 安城市和泉町上之切13 | 2008年（平成20年） 4月18日 | 国土の歴史的景観に寄与しているもの |
|      | 神谷家住宅大工部屋及び奥和室                                | 大正時代前期築                                                        | 安城市和泉町上之切13 | 2008年（平成20年） 4月18日 | 国土の歴史的景観に寄与しているもの |
|      | 神谷家住宅正門                                              | 1905年（明治38年）築                                                  | 安城市和泉町上之切13 | 2008年（平成20年） 4月18日 | 国土の歴史的景観に寄与しているもの |
|      | 愛知県立安城農林高等学校正門門柱 （旧愛知県立農林学校正門） | 1903年（明治36年）頃築 1930年（昭和5年）頃改修 1960年（昭和35年）移設 | 安城市池浦町茶筅木1  | 2017年（平成29年） 6月28日 | 造形の規範となっているもの         |
|      | 西心寺本堂                                                  | 1835年（天保6年）築                                                   | 安城市川島町西屋敷16 | 2022年（令和4年） 2月17日  | 国土の歴史的景観に寄与しているもの |
|      | 西心寺山門                                                  | 1903年（明治36年）築                                                  | 安城市川島町西屋敷16 | 2022年（令和4年） 2月17日  | 国土の歴史的景観に寄与しているもの |
|      | 旧神谷家住宅主屋                                            | 1920年（大正9年）築 1983年（昭和58年）頃改修                          | 安城市野寺町野寺33-2 | 2024年（令和6年）          | 造形の規範となっているもの         |

### 岡崎市
| 画像 | 名称                                                                | 年代                                                                                     | 所在地                 | 登録年月日                  | 登録基準                           |
| ---- | ------------------------------------------------------------------- | ---------------------------------------------------------------------------------------- | ---------------------- | --------------------------- | ---------------------------------- |
|      | 八丁味噌本社事務所                                                  | 1927年（昭和2年）築                                                                      | 岡崎市八帖町字往還通69 | 1996年12月20日              | 造形の規範となっているもの         |
|      | 八丁味噌本社蔵（史料館）                                            | 1907年（明治40年）築                                                                     | 岡崎市八帖町字往還通69 | 1996年12月20日              | 国土の歴史的景観に寄与しているもの |
|      | 本光寺本堂                                                          | 1913年（大正2年）築                                                                      | 岡崎市上青野町字新井1  | 2007年（平成19年） 10月2日  | 造形の規範となっているもの         |
|      | 本光寺山門                                                          | 1827年（文政10年）築                                                                     | 岡崎市上青野町字新井1  | 2007年（平成19年） 10月2日  | 造形の規範となっているもの         |
|      | 岡崎信用金庫資料館（旧岡崎銀行本店）                                | 1917年（大正6年）築 1950年（昭和25年）改修 1959年（昭和34年）改修 1982年（昭和57年）改修 | 岡崎市伝馬通1-58       | 2008年（平成20年） 3月7日   | 造形の規範となっているもの         |
|      | 旧石原家住宅主屋                                                    | 1859年（安政6年）築 1965年（昭和40年）改修 1978年（昭和53年）改修                        | 岡崎市六供町字杉本70   | 2011年（平成23年） 7月25日  | 国土の歴史的景観に寄与しているもの |
|      | 旧石原家住宅土蔵                                                    | 1859年（安政6年）築 1978年（昭和53年）改修                                               | 岡崎市六供町字杉本70   | 2011年（平成23年） 7月25日  | 国土の歴史的景観に寄与しているもの |
|      | 旧石原家住宅庭門                                                    | 昭和時代前期築 1978年（昭和53年）改修                                                    | 岡崎市六供町字杉本70   | 2011年（平成23年） 7月25日  | 国土の歴史的景観に寄与しているもの |
|      | 旧愛知県第二尋常中学校講堂                                          | 1897年（明治30年）築 1925年（大正14年）移築                                              | 岡崎市針崎町字春咲1-1  | 2013年（平成25年） 3月29日  | 造形の規範となっているもの         |
|      | 日本福音ルーテル岡崎教会教会堂                                      | 1953年（昭和28年）築                                                                     | 岡崎市伝馬通4-54       | 2013年（平成25年） 12月24日 | 造形の規範となっているもの         |
|      | 旧愛知県岡崎師範学校武道場                                          | 1926年（大正15年築） 1966年（昭和41年）改修                                              | 岡崎市六供町八貫1-1    | 2013年（平成25年） 12月24日 | 造形の規範となっているもの         |
|      | 旧本多家住宅主屋                                                    | 1931年（昭和6年）築 2012年（平成24年）移築                                               | 岡崎市欠町字足延40-1   | 2014年（平成26年） 10月7日  | 造形の規範となっているもの         |
|      | 善立寺本堂                                                          | 1734年（享保19年）築 1930年（昭和5年）改修 昭和時代中期改修                              | 岡崎市祐金町一丁目31   | 2015年（平成27年） 11月17日 | 国土の歴史的景観に寄与しているもの |
|      | 善立寺七面堂                                                        | 江戸時代後期築 明治時代後期改修 1969年（昭和44年）改修                                   | 岡崎市祐金町一丁目31   | 2015年（平成27年） 11月17日 | 国土の歴史的景観に寄与しているもの |
|      | 善立寺玄関                                                          | 1898年（明治31年）築                                                                     | 岡崎市祐金町一丁目31   | 2015年（平成27年） 11月17日 | 国土の歴史的景観に寄与しているもの |
|      | 善立寺山門                                                          | 明治時代前期築                                                                           | 岡崎市祐金町一丁目31   | 2015年（平成27年） 11月17日 | 国土の歴史的景観に寄与しているもの |
|      | 愛知県立岡崎高等学校正門門柱 （旧愛知県立第二中学校正門）           | 大正時代前期築 1924年（大正13年）移設 1972年（昭和47年）移設                             | 岡崎市明大寺町伝馬1    | 2017年（平成29年） 6月28日  | 造形の規範となっているもの         |
|      | 愛知県立岩津高等学校正門旧門柱 （旧岩津町立愛知県岩津農商学校正門） | 1937年（昭和12年）築 1985年（昭和60年）移設                                              | 岡崎市東蔵前町字馬場5  | 2017年（平成29年） 6月28日  | 造形の規範となっているもの         |
|      | 冨田家住宅木南舎                                                    | 1827年（文政10年）築 明治時代前期改修 2018年（平成30年）改修                             | 岡崎市本宿町字南中町23 | 2020年（令和2年） 4月3日    | 国土の歴史的景観に寄与しているもの |
|      | 冨田家住宅土蔵                                                      | 1876年（明治9年）築 2018年（平成30年）改修                                               | 岡崎市本宿町字南中町23 | 2020年（令和2年） 4月3日    | 国土の歴史的景観に寄与しているもの |

### 蒲郡市
| 画像 | 名称                                             | 年代                                        | 所在地                  | 登録年月日                 | 登録基準                           |
| ---- | ------------------------------------------------ | ------------------------------------------- | ----------------------- | -------------------------- | ---------------------------------- |
|      | 三谷町北区山車蔵                                 | 1921年（大正10年）築                        | 蒲郡市三谷町七舗153-1他 | 2007年（平成19年） 10月2日 | 再現することが容易でないもの       |
|      | 蒲郡クラシックホテル本館（旧蒲郡ホテル本館）     | 1934年（昭和9年）築 1987年（昭和62年）改修  | 蒲郡市竹島町452         | 2022年（令和4年） 2月17日  | 造形の規範となっているもの         |
|      | 蒲郡クラシックホテル六角堂（旧蒲郡ホテル聚美堂） | 1936年（昭和11年）築 1987年（昭和62年）改修 | 蒲郡市竹島町451-1他     | 2022年（令和4年） 2月17日  | 国土の歴史的景観に寄与しているもの |
|      | 蒲郡クラシックホテル料亭竹島（旧常磐梅別館）     | 1916年（大正5年）築 1987年（昭和62年）改修  | 蒲郡市竹島町451-1他     | 2022年（令和4年） 2月17日  | 国土の歴史的景観に寄与しているもの |
|      | 蒲郡クラシックホテル鶯宿亭（旧常磐別館茶室）     | 昭和時代前期築 1987年（昭和62年）改修       | 蒲郡市竹島町451-1他     | 2022年（令和4年） 2月17日  | 国土の歴史的景観に寄与しているもの |

### 刈谷市
| 画像 | 名称                                                                    | 年代                               | 所在地              | 登録年月日                 | 登録基準                           |
| ---- | ----------------------------------------------------------------------- | ---------------------------------- | ------------------- | -------------------------- | ---------------------------------- |
|      | 刈谷市郷土資料館（旧亀城小学校本館）                                    | 1928年（昭和3年）築                | 刈谷市城町1-25-1    | 1999年（平成11年） 2月17日 | 国土の歴史的景観に寄与しているもの |
|      | 愛知県立刈谷高等学校正門門柱 （旧愛知県刈谷中学校正門）                 | 1923年（大正12年）頃築             | 刈谷市寿町五丁目101 | 2017年（平成29年） 6月28日 | 国土の歴史的景観に寄与しているもの |
|      | 愛知製鋼刈谷工場旧試作工場東棟 （旧豊田自動織機製作所自動車部試作工場） | 1934年（昭和9年）築 昭和20年代改修 | 刈谷市豊田町三丁目6 | 2018年（平成30年） 5月10日 | 再現することが容易でないもの       |
|      | 愛知製鋼刈谷工場旧試作工場西棟 （旧豊田自動織機製作所自動車部試作工場） | 1934年（昭和9年）築 昭和20年代改修 | 刈谷市豊田町三丁目6 | 2018年（平成30年） 5月10日 | 再現することが容易でないもの       |

### 幸田町
なし。

### 設楽町
| 画像 | 名称                         | 年代                                       | 所在地                       | 登録年月日                 | 登録基準                           |
| ---- | ---------------------------- | ------------------------------------------ | ---------------------------- | -------------------------- | ---------------------------------- |
|      | 設楽町立田峯小学校普通教室棟 | 1927年（昭和2年）築 2011年（平成23年）改修 | 北設楽郡設楽町田峯字下畑14他 | 2014年（平成26年） 4月25日 | 国土の歴史的景観に寄与しているもの |
|      | 設楽町立田峯小学校特別教室棟 | 1927年（昭和2年）築 2011年（平成23年）改修 | 北設楽郡設楽町田峯字下畑14他 | 2014年（平成26年） 4月25日 | 国土の歴史的景観に寄与しているもの |

### 新城市
| 画像 | 名称                           | 年代                                                       | 所在地                          | 登録年月日                  | 登録基準                           |
| ---- | ------------------------------ | ---------------------------------------------------------- | ------------------------------- | --------------------------- | ---------------------------------- |
|      | 旧黄柳橋                       | 1918年（大正7年）築                                        | 新城市乗本字上林・字川向        | 1998年（平成10年） 9月2日   | 国土の歴史的景観に寄与しているもの |
|      | 瀧川家住宅主屋                 | 1814年（文化11年）築 1869年（明治2年）移築                 | 新城市出沢字中ケ谷4             | 2005年（平成17年） 2月9日   | 造形の規範となっているもの         |
|      | 瀧川家住宅長屋門               | 1763年（宝暦13年）築                                       | 新城市出沢字中ケ谷4             | 2005年（平成17年） 2月9日   | 国土の歴史的景観に寄与しているもの |
|      | 瀧川家住宅祠                   | 1525年（大永5年）築 1926年（大正15年）移築                 | 新城市出沢字中ケ谷4             | 2005年（平成17年） 2月9日   | 国土の歴史的景観に寄与しているもの |
|      | 旧大野銀行（大野宿鳳来館）本館 | 1925年（大正14年）築                                       | 新城市大野字上野17-2            | 2009年（平成21年） 1月8日   | 国土の歴史的景観に寄与しているもの |
|      | 旧大野銀行（大野宿鳳来館）土蔵 | 明治時代中期築                                             | 新城市大野字上野17-2            | 2009年（平成21年） 1月8日   | 国土の歴史的景観に寄与しているもの |
|      | 龍泉寺本堂                     | 1820年（文政3年）築                                        | 新城市出沢字的場田30・31合併地1 | 2013年（平成25年） 12月24日 | 国土の歴史的景観に寄与しているもの |
|      | 龍泉寺開山堂及び位牌堂         | 1931年（昭和6年）築                                        | 新城市出沢字的場田30・31合併地1 | 2013年（平成25年） 12月24日 | 国土の歴史的景観に寄与しているもの |
|      | 龍泉寺観音堂及び御茶堂         | 観音堂： 1822年（文政5年）築 御茶堂： 1935年（昭和10年）築 | 新城市出沢字的場田30・31合併地1 | 2013年（平成25年） 12月24日 | 国土の歴史的景観に寄与しているもの |
|      | 龍泉寺庫裏                     | 1843年（天保14年）築 2007年（平成19年）改修                | 新城市出沢字的場田30・31合併地1 | 2013年（平成25年） 12月24日 | 国土の歴史的景観に寄与しているもの |
|      | 龍泉寺鐘楼                     | 1955年（昭和30年）築                                       | 新城市出沢字的場田30・31合併地1 | 2013年（平成25年） 12月24日 | 国土の歴史的景観に寄与しているもの |
|      | 八平神社本殿                   | 1700年（元禄13年）築 1918年（大正7年）改修                 | 新城市出沢字八ノ平102-1         | 2013年（平成25年） 12月24日 | 国土の歴史的景観に寄与しているもの |
|      | 八平神社玉垣                   | 1918年（大正7年）築                                        | 新城市出沢字八ノ平102-1         | 2013年（平成25年） 12月24日 | 国土の歴史的景観に寄与しているもの |
|      | 瀧神社本殿                     | 1672年（寛文12年）築                                       | 新城市大海字宮ノ前1             | 2013年（平成25年） 12月24日 | 国土の歴史的景観に寄与しているもの |
|      | 旧料亭菊水                     | 大正時代後期築                                             | 新城市大野字上野17-7            | 2015年（平成27年） 8月4日   | 再現することが容易でないもの       |
|      | 永住寺本堂                     | 1697年（元禄10年）築 1717年（享保2年）改修                 | 新城市字裏野3                   | 2019年（令和元年） 12月5日  | 造形の規範となっているもの         |
|      | 永住寺開山堂及び位牌堂         | 1893年（明治26年）築                                       | 新城市字裏野3                   | 2019年（令和元年） 12月5日  | 造形の規範となっているもの         |
|      | 永住寺庫裡及び書院             | 1810年（文化7年）築                                        | 新城市字裏野3                   | 2019年（令和元年） 12月5日  | 造形の規範となっているもの         |
|      | 永住寺禅堂                     | 1722年（享保7年）築                                        | 新城市字裏野3                   | 2019年（令和元年） 12月5日  | 造形の規範となっているもの         |
|      | 永住寺衆寮                     | 1722年（享保7年）築                                        | 新城市字裏野3                   | 2019年（令和元年） 12月5日  | 国土の歴史的景観に寄与しているもの |
|      | 永住寺経蔵                     | 江戸時代末期築                                             | 新城市字裏野3                   | 2019年（令和元年） 12月5日  | 国土の歴史的景観に寄与しているもの |
|      | 永住寺鎮守殿                   | 1926年（大正15年）築                                       | 新城市字裏野3                   | 2023年（令和5年） 2月27日   | 国土の歴史的景観に寄与しているもの |
|      | 永住寺山門                     | 1794年（寛政6年）築                                        | 新城市字裏野3                   | 2023年（令和5年） 2月27日   | 再現することが容易でないもの       |

### 高浜市
なし。

### 田原市
| 画像 | 名称       | 年代 | 所在地                 | 登録年月日                | 登録基準                           |
| ---- | ---------- | --- | ---------------------- | ------------------------- | ---------------------------------- |
|      | 井筒楼     | 1868年（明治元年） 1912年（大正元年）増築 1932年（昭和7年）増築 1946年（昭和21年）増築 1966年（昭和41年）増築 | 田原市福江町下地13-1他 | 2022年（令和4年） 2月17日 | 国土の歴史的景観に寄与しているもの |
|      | 角上楼本館 | 1936年（昭和11年）築 2004年（平成16年）改修                                                                   | 田原市福江町下地38他   | 2022年（令和4年） 2月17日 | 国土の歴史的景観に寄与しているもの |

### 知立市
| 画像 | 名称                   | 年代                                                     | 所在地               | 登録年月日                  | 登録基準                           |
| ---- | ---------------------- | -------------------------------------------------------- | -------------------- | --------------------------- | ---------------------------------- |
|      | 知立神社本殿           | 1831年（天保2年）築                                      | 知立市西町神田12     | 2014年（平成26年） 4月25日  | 国土の歴史的景観に寄与しているもの |
|      | 知立神社幣殿           | 大正時代築                                               | 知立市西町神田12     | 2014年（平成26年） 4月25日  | 国土の歴史的景観に寄与しているもの |
|      | 知立神社拝殿           | 1954年（昭和29年）築                                     | 知立市西町神田12     | 2014年（平成26年） 4月25日  | 造形の規範となっているもの         |
|      | 知立神社祭文殿及び廻廊 | 1887年（明治20年）築 大正時代改修 1954年（昭和29年）改修 | 知立市西町神田12     | 2014年（平成26年） 4月25日  | 国土の歴史的景観に寄与しているもの |
|      | 知立神社摂社親母神社   | 明治時代築                                               | 知立市西町神田12     | 2014年（平成26年） 4月25日  | 国土の歴史的景観に寄与しているもの |
|      | 知立神社茶室           | 明治時代築 1968年（昭和43年）移築                        | 知立市西町神田12     | 2014年（平成26年） 4月25日  | 造形の規範となっているもの         |
|      | 萬福寺本堂             | 1899年（明治32年）築 2014年（平成26年）改修              | 知立市上重原町本郷27 | 2015年（平成27年） 11月17日 | 造形の規範となっているもの         |
|      | 萬福寺鐘楼             | 1862年（文久2年）築                                      | 知立市上重原町本郷27 | 2015年（平成27年） 11月17日 | 国土の歴史的景観に寄与しているもの |
|      | 萬福寺山門             | 1844年（天保15年）築                                     | 知立市上重原町本郷27 | 2015年（平成27年） 11月17日 | 国土の歴史的景観に寄与しているもの |
|      | 牛田八幡社本殿         | 江戸時代中期築                                           | 知立市牛田町宮本14   | 2024年（令和6年） 3月6日    | 造形の規範となっているもの         |
|      | 牛田八幡社覆殿         | 安政3年（1856年）頃築                                    | 知立市牛田町宮本14   | 2024年（令和6年） 3月6日    | 国土の歴史的景観に寄与しているもの |
|      | 牛田八幡社中殿及び袖廊 | 1909年（明治42年）築                                     | 知立市牛田町宮本14   | 2024年（令和6年） 3月6日    | 国土の歴史的景観に寄与しているもの |
|      | 牛田八幡社拝殿         | 1882年（明治15年）築                                     | 知立市牛田町宮本14   | 2024年（令和6年） 3月6日    | 国土の歴史的景観に寄与しているもの |

### 東栄町
なし。

### 豊川市
| 画像 | 名称                                       | 年代                                                             | 所在地                             | 登録年月日                  | 登録基準                           |
| ---- | ------------------------------------------ | ---------------------------------------------------------------- | ---------------------------------- | --------------------------- | ---------------------------------- |
|      | 旧今泉医院診療棟                           | 1927年（昭和2年）築                                              | 豊川市御津町御馬西37               | 2004年（平成16年） 3月2日   | 造形の規範となっているもの         |
|      | 旧今泉医院病室棟                           | 1927年（昭和2年）築                                              | 豊川市御津町御馬西37               | 2004年（平成16年） 3月2日   | 造形の規範となっているもの         |
|      | 旧今泉医院手洗い場                         | 1927年（昭和2年）築                                              | 豊川市御津町御馬西37               | 2004年（平成16年） 3月2日   | 国土の歴史的景観に寄与しているもの |
|      | 白井家住宅主屋                             | 江戸時代末期築                                                   | 豊川市国府町流霞157                | 2004年（平成16年） 7月23日  | 国土の歴史的景観に寄与しているもの |
|      | トヨテック本社社屋（旧豊川電話中継所本屋） | 1926年（昭和元年）築                                             | 豊川市西豊町2-35                   | 2007年（平成19年） 12月5日  | 造形の規範となっているもの         |
|      | トヨテック本社倉庫（旧豊川電話中継所倉庫） | 昭和時代初期築                                                   | 豊川市西豊町2-35                   | 2007年（平成19年） 12月5日  | 国土の歴史的景観に寄与しているもの |
|      | 旧豊川電話装荷線輪用櫓                     | 昭和時代初期築                                                   | 豊川市野口町開津11                 | 2007年（平成19年） 12月5日  | 造形の規範となっているもの         |
|      | 財賀寺本堂                                 | 1823年（文政6年）築 1928年（昭和3年）改修 昭和時代後期改修       | 豊川市財賀町観音山3                | 2014年（平成26年） 10月7日  | 国土の歴史的景観に寄与しているもの |
|      | 財賀寺三十三観音堂                         | 1800年（寛政12年）築                                             | 豊川市財賀町観音山3                | 2014年（平成26年） 10月7日  | 国土の歴史的景観に寄与しているもの |
|      | 財賀寺文殊堂                               | 1859年（安政6年）築                                              | 豊川市財賀町観音山3                | 2014年（平成26年） 10月7日  | 国土の歴史的景観に寄与しているもの |
|      | 八所神社本殿                               | 1724年（享保9年）築                                              | 豊川市財賀町観音山2                | 2014年（平成26年） 10月7日  | 造形の規範となっているもの         |
|      | 八所神社拝殿                               | 1826年（文政9年）築                                              | 豊川市財賀町観音山2                | 2014年（平成26年） 10月7日  | 国土の歴史的景観に寄与しているもの |
|      | 大谷家住宅主屋                             | 1916年（大正5年）築 1994年（平成6年）増築 2006年（平成18年）増築 | 豊川市足山田町下平100・101合併地   | 2017年（平成29年） 10月27日 | 国土の歴史的景観に寄与しているもの |
|      | 大谷家住宅土蔵                             | 1916年（大正5年）築                                              | 豊川市足山田町下平100・101合併地他 | 2017年（平成29年） 10月27日 | 国土の歴史的景観に寄与しているもの |
|      | 大谷家住宅米蔵                             | 1928年（昭和3年）頃築                                            | 豊川市足山田町下平100・101合併地他 | 2017年（平成29年） 10月27日 | 国土の歴史的景観に寄与しているもの |
|      | 大谷家住宅渡廊下                           | 1916年（大正5年）築 1994年（平成6年）改修                        | 豊川市足山田町下平100・101合併地   | 2017年（平成29年） 10月27日 | 国土の歴史的景観に寄与しているもの |
|      | 中村家住宅主屋                             | 1843年（天保14年）築 1928年（昭和3年）頃増築                     | 豊川市篠束町大堀63-1他             | 2022年（令和4年） 2月17日   | 国土の歴史的景観に寄与しているもの |

### 豊田市
| 画像 | 名称                                                | 年代                                                               | 所在地                    | 登録年月日                  | 登録基準                           |
| ---- | --------------------------------------------------- | ------------------------------------------------------------------ | ------------------------- | --------------------------- | ---------------------------------- |
|      | 伊世賀美隧道                                        | 1897年（明治30年）築                                               | 豊田市明川町岩立          | 2000年（平成12年） 9月26日  | 国土の歴史的景観に寄与しているもの |
|      | 旧井上家住宅西洋館                                  | 明治10年代築                                                       | 豊田市平戸橋町波岩86-100  | 2000年（平成12年） 10月18日 | 造形の規範となっているもの         |
|      | 豊田市青少年相談所 （旧愛知県蚕業取締所第九支所）   | 1922年（大正11年）築                                               | 豊田市喜多町4-45          | 2000年（平成12年） 10月18日 | 造形の規範となっているもの         |
|      | 豊田市青少年相談所 （旧愛知県蚕業取締所第九支所）門 | 1922年（大正11年）築                                               | 豊田市喜多町4-45          | 2000年（平成12年） 10月18日 | 国土の歴史的景観に寄与しているもの |
|      | 浄照寺本堂                                          | 1898年（明治31年）築                                               | 豊田市若林西町向屋敷62    | 2005年（平成17年） 12月26日 | 造形の規範となっているもの         |
|      | 浄照寺庫裏                                          | 1860年（万延元年）築                                               | 豊田市若林西町向屋敷62    | 2005年（平成17年） 12月26日 | 造形の規範となっているもの         |
|      | 浄照寺書院                                          | 1934年（昭和9年）築                                                | 豊田市若林西町向屋敷62    | 2005年（平成17年） 12月26日 | 造形の規範となっているもの         |
|      | 名鉄三河線旧三河広瀬駅プラットホーム                | 1927年（昭和2年）築                                                | 豊田市東広瀬町神田42-5他  | 2007年（平成19年） 10月2日  | 国土の歴史的景観に寄与しているもの |
|      | 名鉄三河線旧西中金駅プラットホーム                  | 昭和時代前期築                                                     | 豊田市中金町前田765-2他   | 2007年（平成19年） 10月2日  | 国土の歴史的景観に寄与しているもの |
|      | 名鉄三河線旧三河広瀬駅駅舎                          | 1927年（昭和2年）築                                                | 豊田市東広瀬町神田42-5他  | 2007年（平成19年） 10月2日  | 国土の歴史的景観に寄与しているもの |
|      | 名鉄三河線旧西中金駅駅舎                            | 1930年（昭和5年）築                                                | 豊田市中金町前田765-2他   | 2007年（平成19年） 10月2日  | 国土の歴史的景観に寄与しているもの |
|      | 如意寺本堂                                          | 1823年（文政6年）頃築                                              | 豊田市力石町黒見175       | 2013年（平成25年） 3月29日  | 国土の歴史的景観に寄与しているもの |
|      | 如意寺書院                                          | 江戸時代後期築 1909年（明治42年）増築                              | 豊田市力石町黒見175       | 2013年（平成25年） 3月29日  | 国土の歴史的景観に寄与しているもの |
|      | 如意寺山門                                          | 江戸時代後期築                                                     | 豊田市力石町黒見175       | 2013年（平成25年） 3月29日  | 国土の歴史的景観に寄与しているもの |
|      | 如意寺鐘楼                                          | 1755年（宝暦5年）頃築                                              | 豊田市力石町黒見175       | 2013年（平成25年） 3月29日  | 国土の歴史的景観に寄与しているもの |
|      | 如意寺太鼓楼                                        | 江戸時代末期築 昭和時代中期改修                                    | 豊田市力石町黒見175       | 2013年（平成25年） 3月29日  | 国土の歴史的景観に寄与しているもの |
|      | 喜楽亭                                              | 昭和時代初期築 1983年（昭和58年）移築                              | 豊田市小坂本町1-25        | 2013年（平成25年） 12月24日 | 造形の規範となっているもの         |
|      | 豊田市藤岡民俗資料館 （旧藤岡中学校特別教室棟）     | 1954年（昭和29年）築 1981年（昭和56年）増築 2014年（平成26年）改修 | 豊田市藤岡飯野町井ノ脇401 | 2017年（平成29年） 5月2日   | 国土の歴史的景観に寄与しているもの |
|      | 安長寺山門                                          | 1832年（天保3年）築                                                | 豊田市梅坪町五丁目14-1    | 2017年（平成29年） 10月27日 | 国土の歴史的景観に寄与しているもの |

### 豊根村
なし。

### 豊橋市
| 画像 | 名称                                            | 年代                                       | 所在地                        | 登録年月日                 | 登録基準                           |
| ---- | ----------------------------------------------- | ------------------------------------------ | ----------------------------- | -------------------------- | ---------------------------------- |
|      | 愛知大学旧本館 （旧陸軍第15師団司令部庁舎）     | 1908年（明治41年）築                       | 豊橋市町畑町1-1               | 1998年（平成10年） 1月16日 | 造形の規範となっているもの         |
|      | 豊橋市公会堂                                    | 1931年（昭和6年）築                        | 豊橋市八町通2-22              | 1998年（平成10年） 9月2日  | 造形の規範となっているもの         |
|      | 羽田八幡宮社務所離れ （旧羽田野家住宅主屋）     | 江戸時代中期築 大正時代末期移築            | 豊橋市花田町字斉藤56-3        | 2000年（平成12年） 12月4日 | 造形の規範となっているもの         |
|      | 羽田八幡宮蔵 （旧羽田八幡宮文庫）               | 1848年（嘉永元年）築                       | 豊橋市花田町字斉藤56-3        | 2000年（平成12年） 12月4日 | 国土の歴史的景観に寄与しているもの |
|      | 羽田八幡宮門 （旧羽田八幡宮文庫正門）           | 1848年（嘉永元年）築                       | 豊橋市花田町字斉藤58          | 2000年（平成12年） 12月4日 | 国土の歴史的景観に寄与しているもの |
|      | 湊築島弁天社                                    | 1795年（寛政7年）築                        | 豊橋市湊町7-2                 | 2008年（平成20年） 7月8日  | 国土の歴史的景観に寄与しているもの |
|      | 安久美神戸神明社本殿                            | 1930年（昭和5年）築 1970年（昭和45年）改修 | 豊橋市八町通3-17              | 2010年（平成22年） 9月10日 | 造形の規範となっているもの         |
|      | 安久美神戸神明社幣殿及び拝殿                    | 1930年（昭和5年）築 1970年（昭和45年）改修 | 豊橋市八町通3-17              | 2010年（平成22年） 9月10日 | 造形の規範となっているもの         |
|      | 安久美神戸神明社神楽殿                          | 1885年（明治18年）築 1930年（昭和5年）改修 | 豊橋市八町通3-17              | 2010年（平成22年） 9月10日 | 国土の歴史的景観に寄与しているもの |
|      | 安久美神戸神明社神庫                            | 1930年（昭和5年）築                        | 豊橋市八町通3-17              | 2010年（平成22年） 9月10日 | 国土の歴史的景観に寄与しているもの |
|      | 安久美神戸神明社手水舎                          | 1930年（昭和5年）築                        | 豊橋市八町通3-17              | 2010年（平成22年） 9月10日 | 国土の歴史的景観に寄与しているもの |
|      | 小野田家住宅主屋                                | 1886年（明治19年）築 1920年（大正9年）増築 | 豊橋市高塚町字郷中65          | 2013年（平成25年） 6月21日 | 国土の歴史的景観に寄与しているもの |
|      | 小野田家住宅長屋門                              | 1849年（嘉永2年）頃築                      | 豊橋市高塚町字郷中65          | 2013年（平成25年） 6月21日 | 国土の歴史的景観に寄与しているもの |
|      | 西駒屋田村家住宅主屋                            | 明治時代後期築                             | 豊橋市二川町字中町147-1       | 2014年（平成26年） 10月7日 | 国土の歴史的景観に寄与しているもの |
|      | 西駒屋田村家住宅土蔵                            | 明治時代後期築                             | 豊橋市二川町字中町147-1       | 2014年（平成26年） 10月7日 | 国土の歴史的景観に寄与しているもの |
|      | 豊橋市民俗資料収蔵室本棟 （旧多米小学校本校舎） | 1944年（昭和19年）築                       | 豊橋市多米町字滝ノ谷34-1-1    | 2016年（平成28年） 2月25日 | 国土の歴史的景観に寄与しているもの |
|      | 豊橋市民俗資料収蔵室西棟 （旧多米小学校西校舎） | 1954年（昭和29年）築                       | 豊橋市多米町字滝ノ谷34-1-1    | 2016年（平成28年） 2月25日 | 国土の歴史的景観に寄与しているもの |
|      | 豊橋市上水道施設下条取水場旧ポンプ室            | 1929年（昭和4年）築 1976年（昭和51年）改修 | 豊橋市下条西町字三ノ下60      | 2018年（平成30年） 11月2日 | 国土の歴史的景観に寄与しているもの |
|      | 豊橋市上水道施設大江川水道橋                    | 1928年（昭和3年）築                        | 豊橋市牛川町字向堹下22-１地先 | 2018年（平成30年） 11月2日 | 国土の歴史的景観に寄与しているもの |
|      | 豊橋市上水道施設小鷹野浄水場緩速ろ過池          | 1929年（昭和4年）築 1931年（昭和6年）増設  | 豊橋市東小鷹野二丁目9-3       | 2018年（平成30年） 11月2日 | 国土の歴史的景観に寄与しているもの |
|      | 豊橋市上水道施設小鷹野浄水場旧ポンプ室          | 1929年（昭和4年）築 1981年（昭和56年）改修 | 豊橋市東小鷹野二丁目9-3       | 2018年（平成30年） 11月2日 | 国土の歴史的景観に寄与しているもの |
|      | 豊橋市上水道施設多米配水場旧配水池              | 1929年（昭和4年）築                        | 豊橋市多米町字蝉川33-149      | 2018年（平成30年） 11月2日 | 国土の歴史的景観に寄与しているもの |

### 西尾市
| 画像 | 名称                                                      | 年代                                                         | 所在地                     | 登録年月日                  | 登録基準                           |
| ---- | --------------------------------------------------------- | ------------------------------------------------------------ | -------------------------- | --------------------------- | ---------------------------------- |
|      | 西尾市岩瀬文庫書庫                                        | 1919年（大正8年）頃築                                        | 西尾市亀沢町474            | 1999年（平成11年） 6月7日   | 造形の規範となっているもの         |
|      | 西尾市立図書館おもちゃ館 （旧岩瀬文庫児童館）             | 1925年（大正14年）頃築                                       | 西尾市亀沢町474            | 1999年（平成11年） 6月7日   | 造形の規範となっているもの         |
|      | 花岳寺本堂                                                | 1684年（貞享元年）築                                         | 西尾市吉良町岡山山王山67   | 2002年（平成14年） 6月25日  | 造形の規範となっているもの         |
|      | 颯田家住宅主屋                                            | 1872年（明治5年）築                                          | 西尾市吉良町吉田本浜28     | 2017年（平成29年） 5月2日   | 造形の規範となっているもの         |
|      | 愛知県立鶴城丘高等学校正門門柱 （旧愛知県蚕糸学校正門）   | 1925年（大正14年）頃築                                       | 西尾市亀沢町300            | 2017年（平成29年） 6月28日  | 国土の歴史的景観に寄与しているもの |
|      | 愛知県立西尾高等学校通用門門柱 （旧愛知県西尾中学校正門） | 1930年（昭和5年）頃築                                        | 西尾市桜町奥新田2-2        | 2017年（平成29年） 6月28日  | 国土の歴史的景観に寄与しているもの |
|      | 宝珠院本堂                                                | 1675年（延宝3年）築 1780年（安永9年）改修 昭和時代後期改修   | 西尾市吉良町吉田石池18     | 2017年（平成29年） 10月27日 | 造形の規範となっているもの         |
|      | 宝珠院書院                                                | 1929年（昭和4年）築 昭和時代後期改修                         | 西尾市吉良町吉田石池18     | 2017年（平成29年） 10月27日 | 国土の歴史的景観に寄与しているもの |
|      | 宝珠院忠魂堂                                              | 1903年（明治36年）築                                         | 西尾市吉良町吉田石池18     | 2017年（平成29年） 10月27日 | 国土の歴史的景観に寄与しているもの |
|      | 徳雲寺本堂                                                | 1883年（明治16年）築                                         | 西尾市吉良町吉田伝蔵荒子19 | 2021年（令和3年） 2月4日    | 国土の歴史的景観に寄与しているもの |
|      | 徳雲寺弁天堂                                              | 1918年（大正7年）築                                          | 西尾市吉良町吉田八ツ田45   | 2021年（令和3年） 2月4日    | 国土の歴史的景観に寄与しているもの |
|      | 杉浦家住宅主屋                                            | 江戸時代末期築 1921年（大正10年）改修 1986年（昭和61年）改修 | 西尾市一色町一色西屋敷44-1 | 2022年（令和4年） 10月31日  | 造形の規範となっているもの         |
|      | 杉浦家住宅書院                                            | 明治時代中期築                                               | 西尾市一色町一色西屋敷44-1 | 2022年（令和4年） 10月31日  | 造形の規範となっているもの         |

### 碧南市
| 画像 | 名称                                                      | 年代                                           | 所在地               | 登録年月日                 | 登録基準                           |
| ---- | --------------------------------------------------------- | ---------------------------------------------- | -------------------- | -------------------------- | ---------------------------------- |
|      | 九重味淋大蔵                                              | 1706年（宝永3年）築 1787年（天明7年）移築改造  | 碧南市浜寺町2-11     | 2005年（平成17年） 2月9日  | 国土の歴史的景観に寄与しているもの |
|      | 愛知県立碧南高等学校正門門柱 （旧愛知県碧南国民学校正門） | 1929年（昭和4年）頃築 1962年（昭和37年）頃改修 | 碧南市向陽町四丁目12 | 2017年（平成29年） 6月28日 | 国土の歴史的景観に寄与しているもの |

### みよし市
なし。